# 13日の金曜日シリーズ
「13日の金曜日」（Friday the 13th）シリーズは、1980年公開のアメリカ映画『13日の金曜日』に端を発する一連のスラッシャー映画シリーズのこと。映画の他に、テレビシリーズ、小説、コミック本、ビデオゲームといったメディアミックス作品があり、タイアップ商品も販売されている。最初の作品は『ハロウィン』（1978年）の成功を受けて製作され、監督・製作はショーン・S・カニンガム、脚本はヴィクター・ミラーが務めた。

## 沿革
ショーン・S・カニンガムは1978年に製作した野球コメディ『Go! Go! タイガース』（1976年に大ヒットした『がんばれ!ベアーズ』の亜流作品）でヴィクター・ミラーと知り合った。ミラーは“アーク・マッコイ”のペンネームでこの映画の脚本を書いていたのだ。『Go! Go! タイガース』にはハリー・マンフレディーニやスティーヴ・マイナーなど、後の『13金』シリーズの中核になるスタッフが参加していた。カニンガム、ミラー、マンフレディーニ、マイナーが再び集まって製作した、サッカーをテーマにしたハートウォーミング・コメディ『がんばれダウンタウンキッカーズ』（1978年）も、興行的には失敗に終わった。ウェス・クレイヴン監督の『鮮血の美学』（1972年）を製作して以来、ヒット作に恵まれなかったカニンガムはミラーに電話をかけ、興行成績が良いらしい『ハロウィン』みたいなアイデアを使えないだろうかと話を持ち掛けた。カニンガムとミラーは話のコンセプトを固めながら、サマーキャンプの殺人鬼を描く第1作を作った。
第1作『13日の金曜日』公開時、『ハリウッド・リポーター』は「この酷い映画に推奨できる点は何ひとつない。最低レベルの搾取映画」と評し、『シカゴ・トリビューン』の映画評論家ジーン・シスケルは映画の採点に星ゼロを付ける酷評に加え、観客が映画館に行かないよう故意に最後のどんでん返しを台無しにする文を書いて、カニンガムを「映画業界に巣食う、最も卑劣な輩の1人」と呼んだ。
映画は批評家の間では不評だったが、『13日の金曜日』はアメリカで最も成功したメディア・フランチャイズのひとつと考えられている。これは映画の成功だけでなく、大規模な商品化や大衆文化におけるシリーズへの繰り返しの言及の影響でもある。シリーズの全世界での興行収入は4億6800万ドルを超えており、『ハロウィン』（2018年）が公開され、ハロウィンシリーズがトップに立つまでは、世界で最も高い興行収入を記録したホラー映画シリーズだった。

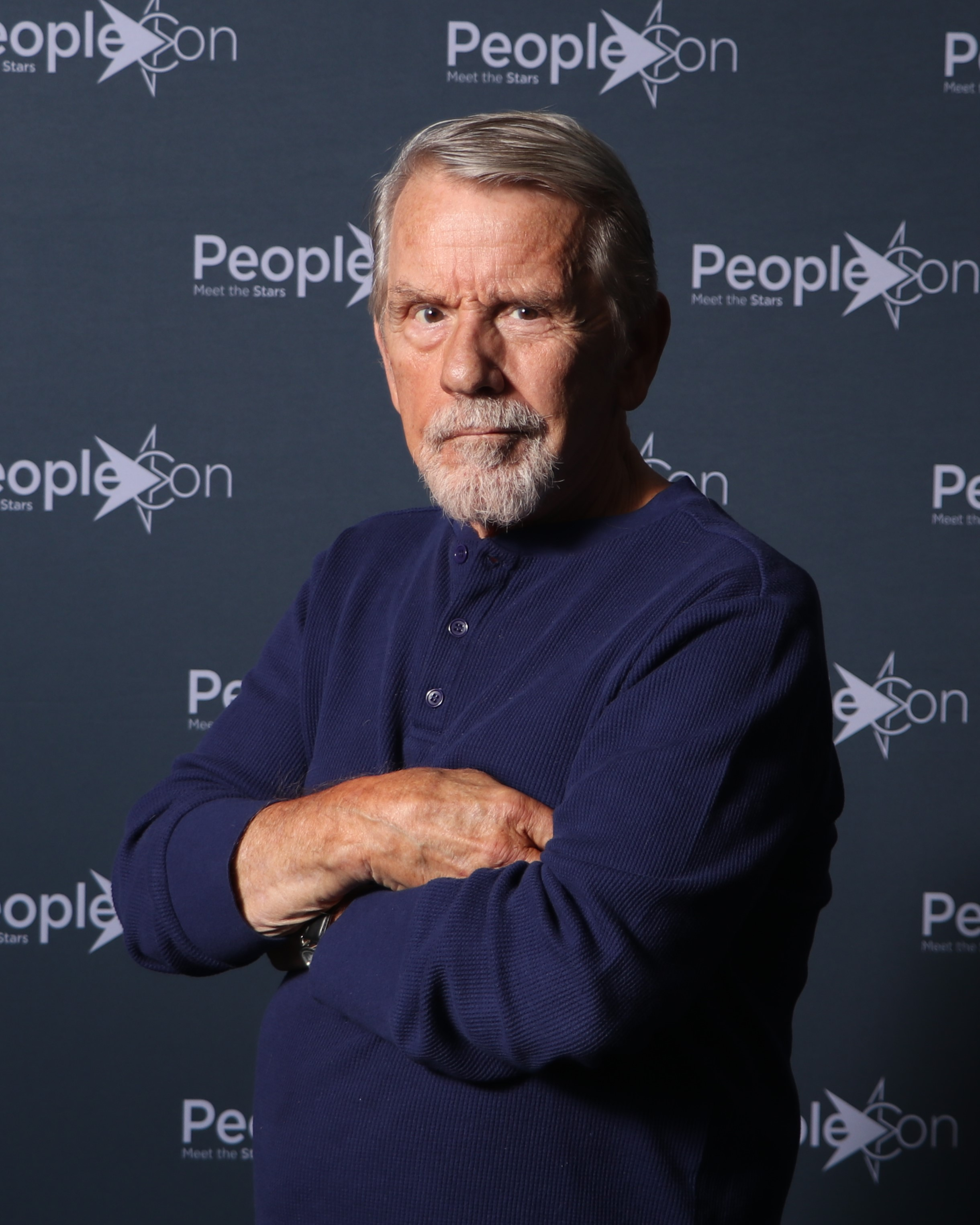
ショーン・S・カニンガム（2024年）

55万ドル程度の控えめな製作費で作られた『13日の金曜日』（1980年）が、全世界で6千万ドル弱の興行収入をあげたことで批評家たちの評価も長年の間に軟化し、スラッシャー映画というジャンルをホラー映画界の主流に押し上げることに貢献したと評されるようになった。本作以前にも『ハロウィン』のように、マスクをかぶった殺人鬼の映画はあったが、ジョン・カーペンターは6歳のマイケルの殺人場面以外は、殺人者の主観（POV）にはあまり頼っていない。殺人犯の一人称映像という、『サイコ』（1960年）の頃に用いられた手法にひねりを加え、新たな手法を採り入れた『13日の金曜日』の爆発的ヒットによって、『バーニング』、『ローズマリー』、『血のバレンタイン』、『ファンハウス/惨劇の館』、『ブギーマン』、『ヘルナイト』など、無軌道な若者たちが惨殺される多くのスラッシャー映画が1981年に集中して製作された。
作品にはジェイソン・ボーヒーズというキャラクターが、殺人者として、あるいは殺人の動機として登場する。彼は少年時代にキャンプ場 クリスタル・レイクでスタッフの過失により溺死したと考えられていた。数十年後、この湖は「呪われている」と噂され、一連の大量殺人の舞台となった。このシリーズの人気は、独自の「13日の金曜日」映画を作成したり、ジェイソン・ボーヒーズのレプリカ衣装を作ったり、「13日の金曜日」のアートワークを体に彫ったりするファンを生み出した。ジェイソンのホッケーマスクは、ホラーや大衆文化において最も認知度の高いイメージのひとつとなっている。
ライセンスがパラマウント・ピクチャーズに所有されていた間、4つの映画が小説化され、『13日の金曜日 PART3』は2人の別々の作家によって翻案された。ライセンス権がニュー・ライン・シネマに売却されると、カニンガムはプロデューサーとして2本の映画を監督し、さらに映画「エルム街の悪夢」シリーズのキャラクター、フレディ・クルーガーとのクロスオーバー映画『フレディVSジェイソン』も製作した。ニュー・ライン・シネマのもとでは、ジェイソンを主人公にした13の小説やさまざまなコミック・シリーズが出版された。

## 映画
| 映画                                                                                 | 米国公開日    | 監督                         | 脚本                                                               | 原案                                                       | 製作                                                                              |
| ------------------------------------------------------------------------------------ | ------------- | ---------------------------- | ------------------------------------------------------------------ | ---------------------------------------------------------- | --------------------------------------------------------------------------------- |
| 13日の金曜日 Friday the 13th                                                         | 1980年5月9日  | ショーン・S・カニンガム      | ヴィクター・ミラー                                                 |                                                            | ショーン・S・カニンガム                                                           |
| 13日の金曜日PART2 Friday the 13th Part 2                                             | 1981年5月1日  | スティーヴ・マイナー         | ロン・クルツ                                                       |                                                            | スティーヴ・マイナー                                                              |
| 13日の金曜日PART3 Friday the 13th Part III                                           | 1982年8月13日 | スティーヴ・マイナー         | マーティン・キトロッサー、キャロル・ワトソン                       |                                                            | フランク・マンキューソ・ジュニア                                                  |
| 13日の金曜日 完結編 Friday the 13th: The Final Chapter                               | 1984年4月13日 | ジョセフ・ジトー             | バーニー・コーエン                                                 | ブルース・ヒデミ・サコウ                                   | フランク・マンキューソ・ジュニア                                                  |
| 新・13日の金曜日 Friday the 13th: A New Beginning                                    | 1985年3月22日 | ダニー・スタインマン         | マーティン・キトロッサー、デビッド・コーエン、ダニー・スタインマン | マーティン・キトロッサー＆デビッド・コーエン               | ティモシー・シルヴァー                                                            |
| 13日の金曜日 PART6/ジェイソンは生きていた! Friday the 13th Part VI: Jason Lives      | 1986年8月1日  | トム・マクローリン           | トム・マクローリン                                                 |                                                            | ドン・バーンズ                                                                    |
| 13日の金曜日 PART7/新しい恐怖 Friday the 13th Part VII: The New Blood                | 1988年5月13日 | ジョン・カール・ビュークラー | マヌエル・フィデッロ、ダリル・ハネイ                               |                                                            | イアン・パターソン                                                                |
| 13日の金曜日 PART8/ジェイソンN.Y.へ Friday the 13th Part VIII: Jason Takes Manhattan | 1989年7月28日 | ロブ・ヘデン                 | ロブ・ヘデン                                                       |                                                            | ランドルフ・チェヴェルデイヴ                                                      |
| 13日の金曜日/ジェイソンの命日 Jason Goes to Hell: The Final Friday                   | 1993年8月13日 | アダム・マーカス             | ジェイ・ユグリー、ディーン・ロレー                                 | ジェイ・ユグリー、アダム・マーカス、ディーン・ロレー       | ショーン・S・カニンガム、デビー・ヘイン・キャス                                   |
| ジェイソンX 13日の金曜日 Jason X                                                     | 2002年4月26日 | ジェームズ・アイザック       | トッドファーマー                                                   |                                                            | ノエル・カニンガム、ショーン・S・カニンガム、ジェームズ・アイザック               |
| フレディVSジェイソン Freddy vs. Jason                                                | 2003年8月15日 | ロニー・ユー                 | ダミアン・シャノン、マーク・スウィフト                             |                                                            | ショーン・S・カニンガム                                                           |
| 13日の金曜日 Friday the 13th                                                         | 2009年2月13日 | マーカス・ニスペル           | ダミアン・シャノン、マーク・スウィフト                             | マーク・スウィフト、ダミアン・シャノン、マーク・ウィートン | ショーン・S・カニンガム、マイケル・ベイ、アンドリュー・フォーム、ブラッド・フラー |

### 13日の金曜日（1980年）
1957年の13日の金曜日。ニュージャージー州ブレアーズタウンのクリスタルレイク付近のキャンプ場にて、一人の少年が溺れて消息不明になった。それから数年の間、クリスタルレイクのキャンプ場にて奇怪な事件が多発し、遂にはキャンプ指導員の男女二人が何者かに殺害された事件が発生。キャンプ場は閉鎖せざるを得なくなった。さらに数十年経った1980年。殺人事件の起こったクリスタルレイクのキャンプ場が再開され、数人の指導員候補生達がキャンプ場に訪れる。しかし、そのキャンプ場には一連の怪事件を起こした犯人が潜んでおり、指導員候補生達を次々に襲っていった。

#### キャスト
| 役名                   | 俳優                     | 日本語吹替                                             |
| ---------------------- | ------------------------ | ------------------------------------------------------ |
| パメラ・ボーヒーズ     | ベッツィ・パーマー       | 来宮良子                                               |
| アリス・ハーディー     | エイドリアン・キング     | 小山茉美                                               |
| ビル                   | ハリー・クロスビー       | 曽我部和行                                             |
| ジャック               | ケヴィン・ベーコン       | 村山明                                                 |
| マーシー               | ジャニーヌ・テイラー     | 横沢啓子                                               |
| ネッド                 | マーク・ネルソン         | 古川登志夫                                             |
| ブレンダ               | ローリー・バートラム     | 高島雅羅                                               |
| アニー                 | ロビー・モーガン         | 鵜飼るみ子                                             |
| スティーヴ・クリスティ | ピーター・ブローワー     | 富山敬                                                 |
| ティアニー             | ロン・キャロル           | 石森達幸                                               |
| クレイジーラルフ       | ウォルト・ゴーニー       | 千葉耕市                                               |
| トラック運転手(エノス) | レックス・エヴァーハート | 藤本譲                                                 |
| ジェイソン             | アリ・レーマン           |                                                        |
| その他                 | N/A                      | 花咲きよみ、中原茂 小林由利、牧章子 有本欽隆、山田明寛 |
| 日本語版制作スタッフ   |                          |                                                        |
| 演出                   | 演出                     | 春日正伸                                               |
| 翻訳                   | 翻訳                     | 宇津木道子                                             |
| 調整                   | 調整                     | 山田太平                                               |
| 効果                   | 効果                     | VOX                                                    |
| 制作                   | 制作                     | 日米通信社                                             |
| 初放送                 | 初放送                   | 1983年8月21日 『日曜洋画劇場』                         |

#### スタッフ
- 監督 - ショーン・S・カニンガム
- 脚本 - ヴィクター・ミラー（英語版）
- 製作 - ショーン・S・カニンガム
- 音楽 – ハリー・マンフレディーニ
- 撮影 - バリー・エイブラムス
- 編集 - ビル・フレダ
- 特殊メイク – トム・サヴィーニ
- 美術 - バージニア・フィールド
- 字幕 - 高瀬鎮夫

### 13日の金曜日 PART2
1980年、クリスタルレイクで起こった惨劇から2か月後。真犯人パメラ・ボーヒーズが引き起こした事件をただ一人生き延びた被害者アリスが、大量の血痕を残して自宅から姿を消した。数年後の1985年、再びクリスタルレイクのキャンプ場に、指導員候補生の若者たちが訪れた。彼らがキャンプ場に到着したその夜、指導員のリーダーが、クリスタルレイクで溺死した少年にまつわる怪奇伝説を物語る。しかし話が終わり解散した後、怪奇伝説に出てきたジェイソンが本当に現れ、次々と指導員たちを殺害し始める。

#### 製作
『13日の金曜日』（1980年）のアメリカ国内の興行収入は3,900万ドルを記録し、これは2014年の紙幣価値で1億2,300万ドルに相当する大成功だった。パラマウント・ピクチャーズは出来るだけ早く第2作目を作りたいと考え、資金を集めて第1作の公開から4カ月後には製作に着手した。パラマウントの社長フランク・マンキューソ・シニアは、『13日の金曜日』というタイトルはそのまま、物語の関連性がない独立した恐怖映画を毎年1作ずつ公開しようと構想していた。しかし第1作のプロデューサー、フィル・スクデリと製作資金のスポンサーたちは、前作で溺死した設定のジェイソンを殺人鬼にした正統な続編にするべきだと主張。もともと第1作で生存者アリスがパメラ・ボーヒーズの首を撥ねたのは、製作陣の誰もが続編など作る気がなかったからだ。パメラはキャンプ場の監視員がセックスに興じていたせいで息子が溺れ死んだため、殺人衝動に駆られるわけだが、その息子ジェイソンが生きていたとなれば矛盾が生じる。スタジオ側はこうした問題点を観客が無視してくれるか、無関心でいてくれることを期待した。
ショーン・S・カニンガムが第2作の監督を辞退したため、第1作のアソシエイト・プロデューサー（製作補）を担当したスティーヴ・マイナーが監督とプロデューサーに就任し、ジェイソンを登場させるアイデアを採用した。1作目の脚本を書いたヴィクター・ミラーは、物語の連続性がないホラー・アンソロジーの映画にする企画案を気に入っていたので、ジェイソンを蘇らせることになったパート2は参加を断った。スタジオは前作で特殊メイクを担当したトム・サヴィーニにも声をかけたが、すでに他のホラー映画『ミッドナイト』（1982年）に参加していたために断り、ジェイソンを登場させると聞いたサヴィーニは「湖のそばでザリガニを喰いながら森の中で生活していた変な子を、何十年も誰も見かけなかったってことか？ そんな馬鹿な」と否定的な考えを示した。パラマウント社長の息子フランク・マンキューソ・ジュニアは本作のアソシエイト・プロデューサーを担当し、第3作以降は『13金』シリーズの責任者になった。サヴィーニが不参加になったことで特殊メイクにスタン・ウィンストンが起用される予定だったが、スケジュールの都合で降板し、最終的にカール・フラートンが担当することになる。

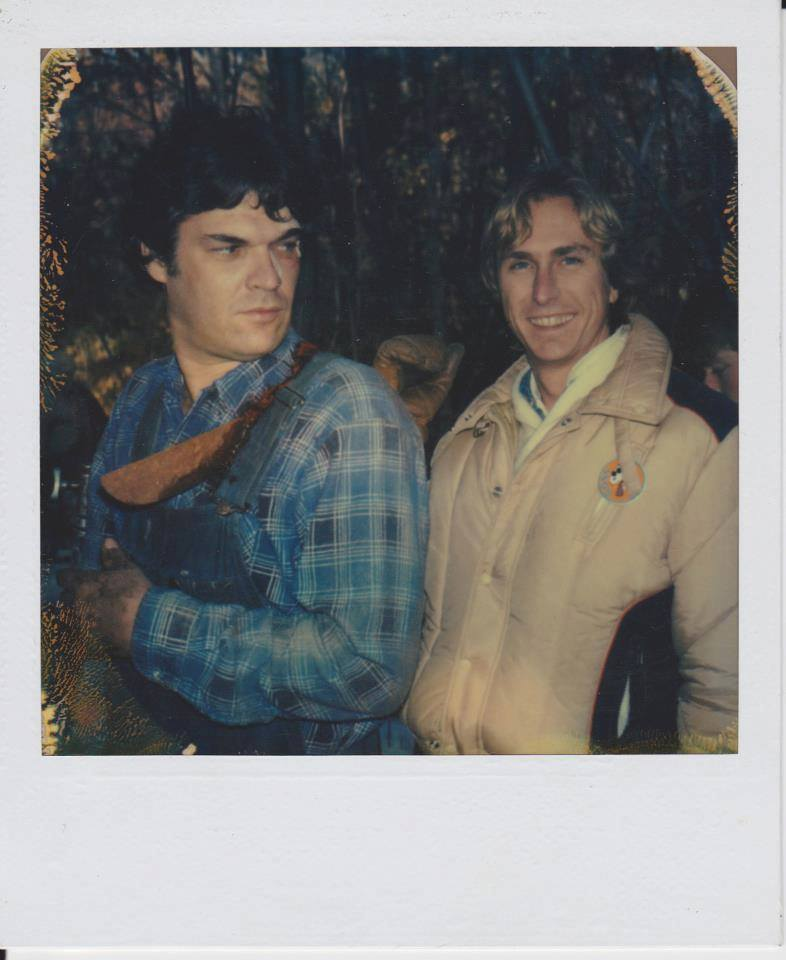
ジェイソン役のスティーヴ・ダッシュ（左）

前作の生存者アリス役のエイドリアン・キングは、映画のヒット後に狂信的ストーカーに追われるようになったため、続編でのアリスの役割は出来るだけ小さくして欲しいと頼んできた。かといってキャラクターを死なせてくれと要望したわけではない。キングは自分の出番の台本を受け取っておらず、現場に着いてからアリスがオープニングで殺されることを知った。本作の脚本家ロン・クルツは、キングのエージェントが高額な出演料を要求してきたが、スタジオがそれを払えなかったので冒頭で死なせたと証言している。
ジェイソン役は最後に素顔が出るシーンを含め、芝居の部分をウォレントン・ジレットが演じたが、ジレットはスタントが出来なかったため、布袋を被ったジェイソンのアクション部分はスタントマンのスティーヴ・ダッシュが演じている。
カール・フラートンは殺害シーンの特殊メイクに趣向を凝らしたが、全米映画配給協会MPAAの審査では、全編にわたる暴力描写で成人指定は避けられないだろうと警告された。ビル・ランドルフとマルタ・コーバーがセックス中に槍で串刺しにされるシーンは特に生々しいと検閲官が懸念を表明したことから、R指定を得るために良く出来たゴアシーンを48秒間もカットすることになった。また、マルタ・コーバーが撮影当時は未成年だったことが分かったため、彼女の全裸シーンは編集段階で全てカットされた。
本作に出てくるミイラ化したボーヒーズ夫人の生首は、ベッツィ・パーマーの頭部から型取りした複製で作られた。当初のラストシーンは、祭壇に置かれたこの生首が目を開いて微笑む予定だったが、滑稽過ぎるという監督の判断で没になり、生首の静止画で終わった。

#### キャスト
| 役名                   | 俳優                                                      | 日本語吹替                         | 日本語吹替                                       |
| 役名                   | 俳優                                                      | 日本テレビ版                       | VOD版                                            |
| ---------------------- | --------------------------------------------------------- | ---------------------------------- | ------------------------------------------------ |
| ジニー・フィールド     | エイミー・スティール                                      | 榊原良子                           | 遠藤綾                                           |
| ポール・ホルト         | ジョン・ヒューリー                                        | 野島昭生                           | 斉藤マサキ                                       |
| アリス・ハーディ       | エイドリアン・キング                                      | 滝沢久美子                         | 木村涼香                                         |
| テッド・ボーウェン     | ステュー・チャーノ                                        | 古川登志夫                         | 三瓶雄樹                                         |
| ジェフ・ダンズベリー   | ビル・ランドルフ                                          | 中尾隆聖                           | 松浦義之                                         |
| サンドラ・ダイアー     | マルタ・コーバー                                          | 高島雅羅                           | 芽衣                                             |
| スコット・チェイニー   | ラッセル・トッド                                          | 村山明                             | 横田大輔                                         |
| テリー・マッカーシー   | カーステン・ベイカー                                      | 横尾まり                           | 高津はる菜                                       |
| マーク・ジャービス     | トム・マクブライド                                        | 田中秀幸                           | 江越彬紀                                         |
| ヴィッキー・ペリー     | ローレン・マリー・テイラー                                | 幸田直子                           | 伊東亜祐美                                       |
| クレイジーラルフ       | ウォルト・ゴーニー                                        | 前沢迪雄                           | 中野泰佑                                         |
| ジェイソン・ボーヒーズ | ウォレントン・ジレット（素顔） スティーヴ・ダッシュ（演） |                                    |                                                  |
| ボーヒーズ夫人         | ベッツィ・パーマー                                        | 谷育子                             | 田村聖子                                         |
| その他                 | N/A                                                       | 阪脩、深見理佳 峰恵研、梅津秀行    | 丸山智行、櫻庭有紗 池田朋子、橋本雅史            |
| 日本語版制作スタッフ   |                                                           |                                    |                                                  |
| 演出                   | 演出                                                      | 小林守夫                           | 山本洋平                                         |
| 翻訳                   | 翻訳                                                      | 平田勝茂                           | 高師たまみ                                       |
| 制作                   | 制作                                                      | 東北新社                           | ACクリエイト                                     |
| 初放送・配信           | 初放送・配信                                              | 1985年5月29日 『水曜ロードショー』 | 2019年8月1日(Netflix) iTunes Storeの配信にも使用 |

#### スタッフ
- 監督  -  スティーヴ・マイナー
- 脚本  -  ロン・クルツ
- 原案  -  ヴィクター・ミラー（英語版）（キャラクター創作）
- 製作  -  スティーブ・マイナー
- 製作総指揮  -  トム・グルーエンバーグ
- 音楽  -  ハリー・マンフレディーニ
- 撮影  -  ピーター・スタイン（英語版）
- 編集  -  スーザン・E・カニンガム
- 特殊メイク – カール・フラートン（英語版）
- 美術 - バージニア・フィールド
- 衣装デザイン - エレン・ラッター
- 字幕 - 金田文夫

#### 評価
レビューアグリゲーターのRotten Tomatoesでは、48件の批評家レビューに基づき33％の支持率を集め、平均点は4.6/10となっている。同サイトの総評は「『PART2』は10代の犠牲者がより残酷な手口で殺され、見続ける理由がなくなり、このシリーズのテンプレートを確立した」と書かれている。Metacriticは8人の批評家による加重平均スコアが、100点満点中26点となっており、「概ね不評」を示している。
『Horror Movie Talk』のデヴィッド・デイは「“壊れていない物は直そうとするな”の古い格言は、この映画に真実味を与えている。『13日の金曜日 PART2』は前作を引き継いで、総てをもう1度繰り返しているだけだ。ストーリーに新味はないが、ジェイソンが登場する。私にとってはそれだけで充分だ。この脚本が言わんとしていることは、“性欲の強い若者は死ななければならない”かも知れない」と評した。
オハイオ州の日刊紙『デイトン・デイリー・ニュース』のテリー・ローソン記者は「この続編は、第1作の事件を生き延びた女性が夜食を探して冷蔵庫を開けると、ベッツィ・パーマーの腐乱した生首が入っているシーンで始まる。どうやらベッツィの死んだはずの息子が生きていたらしいが、その理由は最後まで明かされない」と、ジェイソンの登場に矛盾があることを指摘しつつ「暴力に免疫のある観客の目を集めるためだけに作られた、特殊効果のフリーク・ショーのパート2だ」と揶揄した。
『シカゴ・サンタイムズ』の映画評論家ロジャー・イーバートは、「オープニングで前作の生存者の女性が独りぼっちで家にいて、何者かが彼女の脳にアイスピックを突き刺す。私にとって、面白さはその瞬間に尽きてしまった」と書き、「狂気の殺人鬼が暴走する映画は、年間20本以上ありますが、どれもこれもこの映画と同じぐらい酷い。ストーリーが濃い物も薄い物もあるが、それはさほど関係ない」として、4点満点中0.5点を付けている。

### 13日の金曜日 PART3
前回の惨劇の翌日。ジェイソンの引き起こした猟奇的殺人事件の全容がニュースで語られる中、ブレアーズタウンのクリスタル湖付近にあるカフェを営む夫妻が何者かによって殺害される。その翌日、クリスタル湖付近の前回の惨劇の起きたキャンプ場とは異なる別のキャンプ場に、数人の高校生達が訪れる。メンバーの一人であるクリスは、以前クリスタル湖付近で自分を襲った異形の顔の人物の悪夢に苛まれていた。そして、高校生たちが向かったキャンプ場の納屋の中には、前回の惨劇より生き延びていたジェイソンが隠れ潜んでいた。

#### 製作
監督のスティーヴ・マイナーと脚本家のマーティン・キトロッサーは、前作の生き残りのジニーがトラウマから病院に収容され、そこへジェイソンが復讐に来るというストーリーを考案した。しかしジニー役のエイミー・スティールが出演を辞退したことで、脚本は大きな方向転換を余儀なくされた。エイミー・スティールはこう回想している。「彼らは本当に私を『PAPT3』に起用したかったの。まだ脚本は出来ていなかったけど、概要のようなものを見せてもらいました。その後に私のエージェントが間に入って、お金の問題か脚本の問題かは分からないけど、私の出演の話はなくなりました」。スティールは後年、この映画のオファーを断ったことを後悔していると明かした。
心に傷を負ったヒロインとジェイソンの戦いというコンセプトを捨て難かった製作陣は、ジェイソンと因縁を持つ新キャラクターのクリスを作った。『PART2』の脚本家ロン・クルツに草稿の依頼をしたが辞退されたため、マーティン・キトロッサー、キャロル・ワトソンの脚本家夫婦が初稿を完成させた。キトロッサーは前2作で脚本スーパーバイザーを担当していた。マンキューソ・ジュニアは、映画にクレジットされていない友人の脚本家ペテル・ポペスクを招き、リライトによって特にクリスのキャラクターが大きく拡張された。
ジェイソン役には前作からスティーヴ・ダッシュが続投する予定だったが、スタジオは製作費節約のために撮影場所を西海岸側のカリフォルニア州に変更し、東海岸に住むダッシュに自費で航空券を入手するよう求めた。当然ながら彼には断られ、新たなジェイソン役に地元の空中ブランコ芸人リチャード・ブルッカーを起用した。
特殊メイクには前作『PART2』に参加するはずだったスタン・ウィンストンが就任し、第1作でトム・サヴィーニが考案した顔とは違うデザインで、ジェイソンの素顔を造型した。しかし撮影が数週間ほど進んだ頃、スティーヴ・マイナーはウィンストンが作ったジェイソンを気に入らず、全面的に作り直すことを要求した。ウィンストンはスケジュールの都合からそれを請けられず、ダグラス・Ｊ・ホワイトが新たな特殊メイクアーティストとして雇われた。ホワイトはサヴィーニが造型した少年時代のジェイソンの顔に似せた顔を考案し、映画に採用された。2023年10月に、スタン・ウィンストンスタジオは自社のWEBサイトに、顔の型取りをしたリチャード・ブルッカーがジェイソン用の義歯をつけているところなど、映画で没になった素顔のマスクの写真を初公開した。

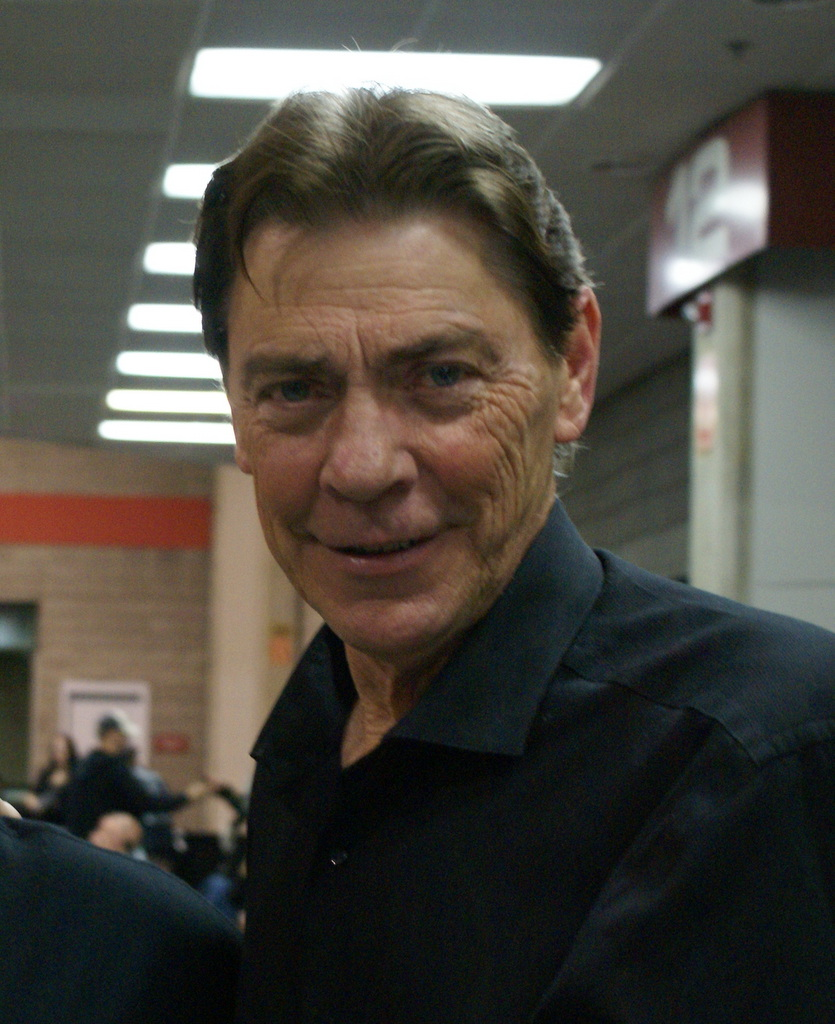
『PART3』のジェイソン役、リチャード・ブルッカー（2009年）

『Legacy of Blood: A Comprehensive Guide to Slasher Movies』（スラッシャー映画総合ガイド）の著者ジム・ハーパーは、本作の主人公クリスに関する詳細を自著に記述している。クリスは性的暴行による心の傷により、ボーイフレンドと親密な関係を築くことが出来ない。『PART2』の事件より2年前に、クリスは森で奇形の男に襲われるが、何故か殺されることなく自宅のベッドで目覚めたことで不安に苛まれている。ハーパーの分析では、クリスが他の類似するスラッシャー映画の女性キャラクターと違ってセックスに消極的なのは、性的機能不全や抑圧によるものではなく、ベトナム帰還兵のPTSDに似たものだと書いている。また、作家のウィッカム・クレイトンは、クリスは『13金』シリーズで初めてバックストーリーを持たされた人物だと指摘した。気を失ったクリスが森で保護された時、彼女の性器の中にセックスを終えた跡があったことから、両親は娘にレイプされた事実を隠し続けている。この事前の出来事が、映画終盤でジェイソンの素顔を見たクリスの心が完全に壊れてしまったことを説明するのに、充分な筋書きになったとクレイトンは評している。ジェイソンを前作より邪悪なキャラクターにしようと考えたとスティーヴ・マイナーと、レイプの要素を拒否したクリス役のダナ・キンメルとの間で意見が対立し、クリスの過去が曖昧にされたと語られていた。別の説では、クリスのセックス描写は草稿にあったものの、ジェイソンはそういうこと（レイプ）をするキャラクターではなく、ましてや被害者を生かしておくなど有り得ないという理由で直接描写が削除されたとも言われている。2006年に出版された『13金』シリーズの回顧録『Crystal Lake Memories 』の中で、クリスの過去が曖昧に処理された理由をポペスク自身が明かした。ポペスクはクリスがパート3の事件の2年前に森の中で奇形の男（ジェイソン）とセックスをしたという設定を明確に持っていたが、山ほどの殺戮と流血がある漫画的なこのシリーズに、レイプの話はシリアスで暗すぎると判断したからだという。
1981年公開のスペイン＆アメリカ合作の西部劇コメディ『Comin' at Ya!』（日本未公開）は3D映画として製作され、3D眼鏡の生産が間に合わないほどの大ヒットを記録。これを意識したパラマウントは、『13日の金曜日』第3作を3D映画にすることにした。本作の3D撮影に用いられた技術は、約1,500万ドルの費用を投じて開発された。パラマウントは3D効果がおかしく見えるようなら、この映画は公開しないとスティーヴ・マイナーとマンキューソ・ジュニアにプレッシャーをかけ、映画撮影の終盤まで現場はピリピリしたムードが続いた。スタッフは俳優の演技よりも3D効果が上手く出るか否かに気を遣うようになり、ラリー・ゼーナーがカメラに向かって財布を投げるシーンでは「カメラを叩け」と指示され、テイク10の頃には「カメラを叩け！ この野郎！」と怒鳴られた。トレイシー・サヴェージもこの話に同意し、「台詞の言い方は、段々どうでも良くなって行った」と証言する。
ジェイソンがクリスの首を鉈で叩き斬るというエンディングは、実際には撮影されたようだが未公開のままだった。この当初のエンディングは陰惨過ぎるということで没になったが、そうでなければクリスはシリーズで初めてジェイソンに敗れるファイナル・ガールになるはずだった。
ところが2014年10月、このオリジナル・エンディングの写真が初めて公開された。カヌーで湖に出ていたクリスは翌朝、疲れ切って岸へ辿り着き、小屋の中で物音を聞き、リックが生存していると思って駆けだす。ポーチの玄関まで走って行ったクリスの目前に現われたジェイソンは、彼女の髪を掴んで鉈で首を斬り落とすというもの。公開された写真には、リチャード・ブルッカー演じるジェイソンがクリスの生首を左手に持っているカットの他、ダナ・キンメルが叫んでいるカット、スティーヴ・マイナー監督の姿やプロデューサーのマンキューソ・ジュニアがスタッフと話している所が写っており、クリスが殺されるエンディングが撮影されたことを明確に示していた。

#### キャスト
| 役名                 | 俳優                   | 日本語吹替                          |
| -------------------- | ---------------------- | ----------------------------------- |
| クリス・ヒギンズ     | ダナ・キンメル         | 幸田直子                            |
| リック・ボンベイ     | ポール・クラッカ       | 柴田侊彦                            |
| デビー・クライン     | トレイシー・サヴェージ | 高島雅羅                            |
| アンディ・ベルトラミ | ジェフリー・ロジャース | 井上和彦                            |
| ヴェラ・サンチェス   | キャスリン・パークス   | 戸田恵子                            |
| シェリー             | ラリー・ゼーナー       | 塩屋翼                              |
| チャック・ガース     | デヴィッド・カティムス | 屋良有作                            |
| チリ・ジャクソン     | レイチェル・ハワード   | 吉田理保子                          |
| アリ                 | ニック・サヴェージ     | 玄田哲章                            |
| フォックス           | グロリア・チャールズ   |                                     |
| ロコ                 | ケヴィン・オブライエン | 秋元羊介                            |
| エドナ               | シェリ・モーガンズ     | 太田淑子                            |
| ハロルド             | スティーヴ・サスキンド | 池田勝                              |
| サンチェス夫人       | パーラ・ウォルターズ   | 巴菁子                              |
| アベル               | デイビット・ウィリー   | 神田隆                              |
| ジニー               | エイミー・スティール   | 榊原良子                            |
| ポール               | ジョン・ヒューリー     |                                     |
| ボーヒーズ夫人       | ベッツィ・パーマー     | 中西妙子                            |
| ジェイソン           | リチャード・ブルッカー |                                     |
| その他               | N/A                    | 幹本雄之 村山明 長島亮子            |
| 日本語版制作スタッフ |                        |                                     |
| 演出                 | 演出                   | 小林守夫                            |
| 翻訳                 | 翻訳                   | 平田勝茂                            |
| 制作                 | 制作                   | 東北新社                            |
| 初放送               | 初放送                 | 1985年7月6日 『ゴールデン洋画劇場』 |

#### スタッフ
- 監督 - スティーヴ・マイナー
- 脚本 - マーティン・キトロッサー、キャロル・ワトソン
- 原案 - ヴィクター・ミラー（英語版）、ロン・クルツ（キャラクター創作）
- 製作 - フランク・マンキューソ・ジュニア
- 製作総指揮 - リサ・バーサミアン
- 音楽 - ハリー・マンフレディーニ、マイケル・ゼイガー
- 撮影 - ジェラルド・フェル
- 編集 - ジョージ・B・ハイヴリー
- 美術 - ボブ・ウィルソン・キング
- 特殊メイク - ダグラス・J・ホワイト
- 3Dスーパーバイザー - マーティン・ジェイ・サドフ
- 字幕 - 菊地浩司

#### 評価
Rotten Tomatoesでは28件の批評家レビューのうち、11件が肯定的である。同サイトの総評は「ジェイソンは今作で象徴的なコスチュームに身を固めたかも知れないが、作品自体には特に際立った特徴がなく、シリーズ特有の退屈な繰り返しに頼っている」というものだった。加重平均を用いるMetacriticは7人の批評家の評価に基づき、100点満点中30点と「概ね不評」のスコアを示した。
『ニューヨーク・タイムズ』のジャネット・マスリンは「『13日の金曜日 PART3』は、例え3D技術がなかったとしても、第1作や『PART2』よりもマシだろう。前作は巧妙というよりも残酷だった。スティーヴ・マイナー監督は犠牲者の眼球を飛び出させ、観客の目前に突き出すことが出来るのだ。なんという革新！ 今回は観客を翻弄する能力が、以前よりも少しだけ優れている」と、演出と技術面の斬新さを誉めた。
『バラエティ』誌は「第1作も第2作目も酷い出来だった『13日の金曜日』は、パート3も酷い出来です」と酷評しながらも「ヨーヨーが上下したり、ポップコーンが弾ける楽しい3D効果もあります」と付け加えている。

### 13日の金曜日 完結編
前回の惨劇が終わった日の夜。大規模な数のパトカーや救急車のランプが、クリスタル湖のキャンプ場の夜を照らしていた。警察と救急隊員によって、ジェイソンに殺された高校生やバイカー達の死体が回収され、その中には事件の首謀者であり、生き残ったクリスに頭部へ斧を叩き込まれたジェイソンの死体も含まれていた。だが、死体安置所に運ばれたジェイソンの死体が突如動き出し、検視員や看護婦を殺害。蘇生したジェイソンはクリスタル湖に戻り、ヒッチハイカーや別のキャンプ場に訪れていた若者達、そしてキャンプ場付近に暮らす特殊メイクの才能を持った少年、トミー・ジャーヴィスの一家に襲い掛かる。

#### 製作
ジェイソンの頭部に斧を叩き込んだ『PART3』で、パラマウントはこのシリーズを三部作として終了させる予定だったが、製作当時は初めての試みだった3D映画の撮影に気を取られ過ぎて現場に周知が行き届かなかった。1980年代は『13日の金曜日』の亜流作品や模倣作など、低予算で安易なスラッシャー映画が供給過剰になっており、早く飽きられるだろうという懸念から、フランク・マンキューソ・ジュニアは『13金』の正式な完結編をあと1本作ろうと考えた。
第1作のアソシエイト・プロデューサーの他、『PART2』と『PART3』の監督を務めたスティーヴ・マイナーは、「あのシリーズの成功は、同じことを何度も繰り返すことで成り立っています。私も映画監督として、そろそろ違う物に取り組みたい」と言って完結編の監督を辞退した。そこで製作会社は、スラッシャー映画の『ローズマリー』（1981年）を監督したことがあるジョセフ・ジトーに、完結編の脚本と監督を依頼した。自分は脚本家ではないから、と辞退したジトーに、スタジオは脚本と監督で倍の報酬を支払うと約束し、ジトーはその脚本料の報酬を使って秘密裡にバーニー・コーエンを雇った。ジトーとコーエンは話し合いながら脚本を作ったが、映画のクレジットにコーエンが脚本家として名前が出たことで、全米脚本家組合を巻き込んだトラブルに発展した。
特殊メイクアーティストにはグレッグ・キャノムが就任していたが、監督のジトーと上手く行かなかったのか「性格の違い」を理由に途中で降板してしまう。ジトーは『ローズマリー』の仕事で組んでいたトム・サヴィーニに声をかけ、“1980年に君が創造した怪物のジェイソンを葬る映画だから”と完結編に参加してもらった。1983年10月31日から撮影は始まった。
本作でジェイソンを演じたテッド・ホワイトは当時58歳で、歴代ジェイソン俳優の中では最高齢のスタントマンだった。彼はこの映画が自身のキャリアに悪影響を及ぼすのではないかと思い、クレジットに自分の名前を出さないように要望していた。休憩時間中に他の出演者と交流してしまうと、ジェイソンへの恐怖感が薄れてしまうと思い、共演者たちとは話さないよう気を付けており、トム・サヴィーニとは実際に不仲だった。しかしサヴィーニがスタントマンでもあることを知るや、2人は仲の良い友人同士になった。ホワイトはこの映画のことを嫌っていたのだが、多くの『13金』シリーズのファンたちは、彼こそが最高のジェイソン俳優だと思っていた。ホワイトもそんなファンの好意を受け入れて、この映画を肯定出来るようになり、各地のホラー・コンベンションに積極的に出演するようになったという

#### キャスト
| 役名                     | 俳優                     | 日本語吹替                                                                                 |
| ------------------------ | ------------------------ | ------------------------------------------------------------------------------------------ |
| トミー・ジャーヴィス     | コリー・フェルドマン     | 浪川大輔                                                                                   |
| トリッシュ・ジャービス   | キンバリー・ベック       | 小山茉美                                                                                   |
| トレイシー・ジャーヴィス | ジョーン・フリーマン     | 谷育子                                                                                     |
| ロブ・ダイアー           | エリック・アンダーソン   | 池田秀一                                                                                   |
| ジミー・モーティマー     | クリスピン・グローヴァー | 鈴置洋孝                                                                                   |
| テッド・クーパー         | ローレンス・モノソン     | 三ツ矢雄二                                                                                 |
| ダグ・ベル               | ピーター・バートン       | 塩沢兼人                                                                                   |
| ポール・ガスリー         | アラン・ヘイズ           | 井上和彦                                                                                   |
| サラ・パーキントン       | バーバラ・ハワード       | 安永沙都子                                                                                 |
| サマンサ・レーン         | ジュディ・アロンソン     | 深見理佳                                                                                   |
| ティナ・ムーア           | カミラ・ムーア           | 潘恵子                                                                                     |
| テリー・ムーア           | ケイリー・ムーア         | 玉川砂記子                                                                                 |
| アクセル・バーンズ       | ブルース・マーラー       | 玄田哲章                                                                                   |
| ロビー                   | リサ・フリーマン         | 小宮和枝                                                                                   |
| ジェイソン・ボーヒーズ   | テッド・ホワイト         | -                                                                                          |
| その他                   | N/A                      | 喜多川拓郎、仁内建之 伊井篤史、竹口安芸子 郷里大輔、広瀬正志 西村知道、小室正幸 さとうあい |
| 日本語版制作スタッフ     |                          |                                                                                            |
| 演出                     | 演出                     | 河村常平                                                                                   |
| 翻訳                     | 翻訳                     | 入江敦子                                                                                   |
| 制作                     | 制作                     | 東北新社                                                                                   |
| 初放送                   | 初放送                   | 1987年6月19日 『金曜ロードショー』                                                         |

#### スタッフ
- 監督  -  ジョセフ・ジトー（英語版）
- 脚本  -  バーニー・コーエン
- 原案  -  ブルース・ヒデミ・サコウ
- 製作  -  フランク・マンキューソ・ジュニア
- 製作総指揮  -  リサ・バーサミア、ロバート・バーサミアン
- 音楽  -  ハリー・マンフレディーニ
- 撮影  -  ジョアオ・フェルナンデス（英語版）
- 編集  -  ジョエル・グッドマン（英語版）、ダニエル・ローウェンタール
- 美術 - ジョー・ホフマン
- 特殊メイク – トム・サヴィーニ

#### 評価
Rotten Tomatoesでは32件の批評家レビューに基づいて22％の支持率を集め、平均評価は4.2/10となった。同サイトの総評は「主人公の殺人鬼と同じく、のろのろとした一途さで『13日の金曜日 完結編』は、すっかり疲労したフランチャイズにまたしても型通りの新作を加えている」というもの。Metacriticは7人の批評家の評価に基づき、100点満点中33点と「概ね不評」となっている。
『スラント・マガジン』のジェレミア・キップは「『13日の金曜日 完結編』は、低俗なスラッシャー映画の理想的な終着点と思われた」と書いて、以下のように続けた。「使い古されたスラッシャー映画のジャンルに、トミーという子供のキャラクターを投入して新たなひねりを加えた。ジェイソンが観客の記憶に残るほど残虐な方法で殺されたり、最後のトミーのクローズアップは続編への匂いを漂わせている。本作はシリーズが堕落する前に、きちんと締め括ろうとする意欲が感じられた」。
『エンターテインメント・ウィークリー』の記者カイル・アンダーソンは、クリスピン・グローヴァーにコリー・フェルドマン、ジェイソン役に巨漢のスタントマン テッド・ホワイトなど個性的なキャストを揃えた本作を、シリーズ最高傑作と呼んだ。「数々の名スタントと見事な殺害シーンが盛り込まれ、『完結編』は満足の行く物語です」と、アンダーソンは高評価した。

### 新・13日の金曜日
約1週間で、3度にもわたって起こったジェイソン・ボーヒーズの連続殺人事件は、トミー・ジャーヴィス少年がジェイソンを葬ったことによって、ようやく幕が降ろされた。しかし数年後、母親をジェイソンに殺され、共に生き延びた姉・トリッシュとも引き離されたトミーは、ジェイソンに襲われた経験がトラウマとなり、18歳になってもその悪夢から逃れられずにおり、精神病院を転々としていた。そんな中、森の中にある精神病院で暮らすことになったトミーだが、病院にて、自分と同じく精神病院で暮らしていた者同士による殺人事件が発生。その翌日に病院付近にて、死んだはずのジェイソンの犯行と思われる猟奇的殺人事件が発生し始める。
正体は救急隊員である男性ロイ・バーンズ。無口で大人しい性格をしたロイが、ジェイソンに扮した連続殺人に走ってしまった動機は、事件前に精神病院で起こった生徒同士のトラブルにある。このトラブルにより、短気で攻撃的な性格をしたビクターに斧で後頭部や腕をえぐられて殺害された少年・ジョイはロイの実の息子であり、理由は不明だがロイはジョイに実の父親であることを名乗ろうとせず、病院に預けていた。ジョイが無残な死体姿となったのを目の当たりにしたロイは精神に異常をきたし、ジェイソンに扮して精神病院やその付近の人間たちを無差別に狙った連続殺人事件を起こすことになる。

#### 製作
第4作を監督したジョセフ・ジトーには、『完結編』のタイトルとは裏腹に、このシリーズを存続させたいという秘めた目標があった。ジェイソン・ボーヒーズの悪は感染し、誰にでも襲いかかる可能性を仄めかす、“ジェイソンの遺産”を継承する試みである。『完結編』は220万ドル程度の製作費に対し米国だけで3,300万ドルもの収益を挙げたので、パラマウント・ピクチャーズも「『完結編』の事件でPTSDを発症したトミーがジェイソンの跡を継ぐ」といったジトーのアイデアを基に第5作を作ることにした。第4作で『13金』シリーズに一応の決着をつけたマンキューソ・ジュニアは、他のジャンルへの進出を視野に入れていたため、製作総指揮に名を出しつつも5作目には非介入の立場であった。
ダニー・ストーンという仮名でハードコア・ポルノ映画『High Rise』（1973年）を監督していたダニー・スタインマンは、ホラー映画『恐怖のいけにえ』（1980年）も撮っていた。ただし『恐怖のいけにえ』は出来に満足しなかったため、クレジット上では“ピーター・フォーレッグ”と仮名を使っている。スタインマンは『13日の金曜日』第5作と、『鮮血の美学』（1972年）の続編を同時にオファーされていたが、後者の企画が流れてしまったために、『13金』の仕事を請けることにした。
『13日の金曜日 PART3』は、前作『PART2』の生存者ジニー（エイミー・スティール）が収容された病院が惨劇の舞台になる予定だったが、スティールの出演が実現しなかったことでプロットが棚上げされていた。しかし当時、『PART3』の脚本家マーティン・キトロッサーは、問題を抱えたティーンエイジャーが集まる施設や様々な設定を作っており、この作業を無駄にするのは勿体ないと考えていたのだ。そこで『PART3』の初期プロットを活かす形で、本作の共同脚本家デビッド・コーエンとスタインマンがキトロッサーのアイデアを脚色して、精神科の病院を舞台にした。
この映画は『Repetition』というダミー・タイトルでキャスティングを進めていたので、出演者の多くは、撮影初日にジェイソンのコスチュームを着たトム・モーガが目の前を通り過ぎるまで、『13日の金曜日』の新作だとは気が付かなかった。主人公役のジョン・シェパード は役作りのために3カ月間、州立精神病院でボランティア活動をしていたが、『Repetition』の正体が『13日の金曜日』の第5作だと知って「本当にガッカリした」と語っている。
『完結編』でトミーを演じたコリー・フェルドマンは、引き続きパート5でも大きな役割で出るはずだったが、スピルバーグのアドベンチャー映画『グーニーズ』の出演で多忙だったため、土砂降りの中でジェイソンの墓を暴く男たちを見ている短いシーンでのカメオ出演に縮小された。同じく『完結編』でジェイソンを演じたテッド・ホワイトは、パート5ともう1本の続編でもジェイソン役のオファーを受けたものの断った。後年のインタビューでホワイトは、その時の決断を後悔していると明かした。
スタインマンは昔ポルノ映画を監督していた頃の手腕を発揮して、撮影初日にデビ・スー・ボーヒーズとジョン・ロバート・ディクソンが3分にわたって森の中でセックスをするシーンを撮った。現場スタッフは、ハードコア・ポルノ並に濃厚な描写だと感じていた。スタインマンは編集担当のブルース・グリーンに「ペプシコーラのCMみたいに見せろ」と命じていたが、全米映画協会MPAAの検閲によって、彼女のセックスシーンはわずか10秒ほどの短さにされている。スー・ボーヒーズは2012年のインタビューで、初日早々、初めてのオールヌードで13時間にも及ぶ過酷な撮影に耐えたことを話した。最初のセックスシーンの撮影では、性器を含め全身のあらゆる所が完全に丸見えになるのを承知の上で、男性ばかりの撮影クルーの前で数ショットほど転げ回った。次にボーヒーズは暖房のない寒いトレーラーに連れて行かれ、全裸の上にローブ1枚だけを着て、血で汚れるメイクを施されてから撮影現場に戻った。両目が血糊で覆われて何も見えなかったため、裸の自分は誰にどこを撮られているのか分からず無防備だったと彼女は感じた。裸で横たわってる所を含め、その日の彼女のセックスと殺害シーンに大量のフィルムが回されたが、成人指定を避けるために本編には少ししか使われなかったのだ

#### キャスト
| 役名                         | 俳優                         | 日本語吹替                     |
| ---------------------------- | ---------------------------- | ------------------------------ |
| トミー・ジャービス           | ジョン・シェパード           | 塩沢兼人                       |
| 12歳のトミー                 | コリー・フェルドマン         | 浪川大輔                       |
| パム・ロバーツ               | メラニー・キンナマン         | 土井美加                       |
| レジー・ウィンター           | シャヴァー・ロス             | 堀絢子                         |
| マット・レター               | リチャード・ヤング           | 小川真司                       |
| ジョージ・ウィンター         | ヴァーノン・ワシントン       | 峰恵研                         |
| カル・タッカー保安官         | マルコ・セント・ジョン       | 中田浩二                       |
| ロイ ・バーンズ              | ディック・ウィアンド         | 池田勝                         |
| ジョーイ・バーンズ           | ドミニク・ブラスシア         | 安西正弘                       |
| ヴィクトル・フェイデン       | マーク・ヴェンチュリニ       | 大友龍三郎                     |
| エディ・ケルソー             | ジョン・ロバート・ディクソン | 大塚芳忠                       |
| ティナ・マッカーシー         | デビ・スー・ボーヒーズ       | 鵜飼るみ子                     |
| ロビン・ブラウン             | ジュリエット・カミンズ       | 玉川紗己子                     |
| ヴァイオレット・モレーン     | ティファニー・ヘルム         | 神代智恵                       |
| ジェイク・パターソン         | ジェリー・パヴロン           | 三ツ矢雄二                     |
| ディモン・ウィンター         | ミゲル・A・ナネッツ・Jr.     | 堀秀行                         |
| アニタ・ロブ                 | ジェア・フィールズ           | 小宮和枝                       |
| エセル・ハバード             | キャロル・ロカテル           | 此島愛子                       |
| ジュニア・ハバード           | ロン・スローン               | 天地麦人                       |
| ビリー・マコーリー           | ボブ・デ・シモーネ           | 千田光男                       |
| ラナ・アーズリー             | レベッカ・ウッド＝シャーキー | 高島雅羅                       |
| ピート・リンリー             | コリー・パーカー             | 鈴木清信                       |
| ヴィニー・マナロ             | アンソニー・バリル           | 二又一成                       |
| デューク・ジョンソン         | キャスキー・スウェイム       | 小島敏彦                       |
| ジェイソン・ボーヒーズ（贋） | トム・モーガ                 | -                              |
| 日本語版制作スタッフ         |                              |                                |
| 演出                         | 演出                         | 河村常平                       |
| 翻訳                         | 翻訳                         | 入江敦子                       |
| 制作                         | 制作                         | 東北新社                       |
| 初放送                       | 初放送                       | 1988年8月14日 『日曜洋画劇場』 |

#### スタッフ
- 監督  -  ダニー・スタインマン（英語版）
- 脚本  -  マーティン・キトロッサー、デビッド・コーエン、ダニー・スタインマン
- 製作  -  ティモシー・シルヴァー
- 音楽  -  ハリー・マンフレディーニ
- 撮影  -  スティーブン・L・ポジー
- 編集  -  ブルース・グリーン（英語版）
- 特殊メイク - マーティン・ベッカー
- 美術 - ロバート・ハウランド
- 字幕 - 菊地浩司

#### 評価
Rotten Tomatoesでは24件の批評家レビューに基づき17％の支持率を集め、平均評価は3.4/10を獲得した。Metacriticは8人の批評家の評価に基づき、100点満点中16点の平均スコアで「圧倒的な不評」となっている。
『バラエティ』誌は「前作よりもさらに変化に乏しい虐殺の連続」と指摘しながらも、「スタインマン監督は雨を巧みに利用しながら、絶妙な結末で最大限の効果を生み出している」と一定の評価を与えた。『オースティン・クロニクル』のスティーヴ・デイビスは「同じ叫び声、同じ斧、同じ説明不足、そして同じ続編を匂わせる終わり方。ここに何かパターンが見えるのだろうか？ 『新・13日の金曜日』を一言で表すと“いつもと同じ”だ」と、マンネリさを指摘した。
『スラント・マガジン』のジェレミア・キップは「死体の山の原因がジェイソンなのか、その模倣者なのか、あるいは自分自身なのかトミーが悩むように、通常よりもストーリーは複雑になっている。だが全体のトーンは下品で、殺害シーンにヌードが多い」と書いて、4点満点中1.5点を与えた。

### 13日の金曜日 PART6/ジェイソンは生きていた!
未だにジェイソンの悪夢に苛まれていたトミーは、ある日、友人のハーズと共に”フォレストグリーン”へと名を変えたクリスタル・レイクへと戻り、ジェイソンが埋められている墓地を訪れる。悪夢と完全に決別すべく、トミーはジェイソンの遺体を掘り起こし、火葬にしようと考えていた。蛆がわき、もはや腐敗した状態となっているジェイソンの死体が入った棺桶を開けたトミーは、かつてジェイソンを葬った時をなぞるように壊れた鉄柵をその屍骸に幾度も突き刺す。ジェイソンを火葬すべくガソリン容器に手をかけようとした時、突如の落雷がジェイソンの死体に刺さった鉄棒に避雷針となって落ちた。その結果、全身に大量の高圧電流が流れたジェイソンは蘇ってしまう。トミーの訴えにもかかわらず保安官は聞き入れてくれず、ジェイソンは次々と周囲にいる人間を殺害し始める。

#### 製作
前作『新・13日の金曜日』は興行的に成功したものの、多くのファンを失望させ、歴代シリーズの中で最低の評価を下された。パラマウントは「トミーが二代目のジェイソンになるという話はもう終わりだ」と判断し、ジェイソンを復活させることでパート5の要素を捨て、方向転換を図ることにする。マンキューソ・ジュニアは、ホラー映画『吸精鬼/ワン・ダーク・ナイト』（1982年）を監督したトム・マクローリンをパート6に雇い、物語の展開を自由に任せたが、ジェイソンを蘇らせることを絶対の条件とした。マクローリンは、まさにフランケンシュタインの怪物のように落雷のエネルギーでジェイソンの死体を復活させた。
不評だったパート5の設定を捨てることになった時点で、『新・13日の金曜日』で生き残ったキャストの続編への出演契約が解除された。パート6がパート5の正当な続編として考えられていた時期、前作の生存者パムとレジーは、パート6の冒頭で殺されるはずだったのだ。唯一、前作でトミーを演じたジョン・シェパードだけは続投を打診された。クリスチャンだったシェパードは、神に祈りを捧げる少女がジェイソンに見逃される脚本を読んで気に入ったが、パート5の評判が悪かったことと、自分の演技が評価されなかったことでシリーズへの復帰を断念し、俳優業を引退した。
本作にニッキー役で出演しているダーシー・デモスは、パート5にもキャスティングされていた女優だった。パート5の監督ダニー・スタインマンは、彼女のオーディションでシャツをめくって乳房を出すよう命じた。ダーシーは、「事前に言われていないから、それは出来ません。私のエージェントに電話で確認して、OKが出れば脱ぎますけど」と答えた。その後ダーシーは、衣装合わせの前にスタインマンに夕食に誘われ、その翌日に自分の仕事がなくなったことを知った。ダーシーが決まっていたキャラクターは、代わりにデビ・スー・ボーヒーズが演じることになった。キャスティング・ディレクターは、『ジェイソンは生きていた！』にダーシーを起用することで、彼女の心理的負担を帳消しにしようとした。
ジェイソン役にはスタントマンのダン・ブラッドリーが起用され、撮影最初の週は、男たちがペイントボールに興じる森の中にジェイソンが現われるシーンを撮った。しかしマンキューソ・ジュニアは出来栄えに不満を抱き、マクローリン監督にブラッドリーを解雇して別の俳優をキャスティングするよう要請した。ただしブラッドリーがジェイソンを演じているペイントボールのシーンだけは、そのまま完成版に残されている。特殊効果コーディネーターのマーティン・ベッカーは、新たなジェイソン俳優として身長193cm、体重113Kgと大柄なC・J・グラハムをマンキューソ・ジュニアに推薦した。グラハムは地元のレストランのマネージャーでスタントの経験はなかったが、陸軍兵士の経歴を持ち、まさに軍隊のように的確に監督の指示に従って動き、上手く役をこなした。
トム・マクローリンが編集作業中、車を運転するシーンの仮スコアとして、誰がダビングをしたのかアリス・クーパーの楽曲が1曲入っていた。マクローリンがマンキューソ・ジュニアにそのことを話すと、「なぁ、主題歌をアリス・クーパーに唄ってもらったらどうだろうな」と言い出した。マクローリンは最初、そんな馬鹿な！と思って聞いていたが、その頃は思うようにキャリアが進んでいなかったクーパーは、何か新しいことに挑戦したいと思っており、しかも代理人を通して音楽制作の打診をしたところ、彼は以前から『13金』シリーズの大ファンだったと判明した。クーパーはパート6のための主題歌『He's Back』を書き、最初に作ったデモテープは70年代の古き良きロックンロール調の曲で、このバージョンを気に入ったマクローリンは「是非これを使いたい」と言った。しかしパラマウントの広報が、もっと80年代風な感じを、とリクエストしたことでシンセを加えたアレンジが施された。アレンジ版を聴いたマクローリンは「うーん、いいけど俺は最初のロックなバージョンの方が好きだな」と思いつつ、スタジオ側がこれを望んだのだから、これで良いと思い直した。クーパーに他に曲はないのか？ と訊ねたら「まだあるよ」と言ったので、追加の曲『Teenage Frankenstein』と『Hard Rock Summer』も挿入歌として使うことにした。公開初日の観客は、パラマウント映画のロゴが出る所からアリス・クーパーの主題歌が流れるエンディングまで凄い盛り上がりで、一緒に観ていたマクローリンは、あまりのこと何が起きているのか分からないほど呆然とし「何だか熱狂的なお客さんが集まってるな。この映画は大丈夫かも」と感じたという。
『ジェイソンは生きていた！』は、数ある『13金』シリーズの中で唯一、神の存在に言及した作品で、祈りを捧げる少女ナンシーは、ジェイソンに殺されずに命拾いをする。終盤でジェイソンを湖の底に沈めたトミーもまた死んだかに思われる場面でも、ナンシーが神に祈り、メーガンがトミーの心肺蘇生を行なった後で空を見上げ「ありがとう…」と呟くシーンが完成版からカットされた。マクローリンは2009年、このことについて「どういうわけか、上手く収まらなかったんだ。きっと感傷的になり過ぎたんだろう」と語っている。

#### キャスト
| 役名                   | 俳優                              | 日本語吹替                          |
| ---------------------- | --------------------------------- | ----------------------------------- |
| トミー・ジャービス     | トム・マシューズ                  | 池田秀一                            |
| メーガン・ギャリス     | ジェニファー・クック              | 高島雅羅                            |
| マイク・ギャリス保安官 | デヴィッド・ケーガン              | 樋浦勉                              |
| ポーラ・モット         | ケリー・ヌーナン                  | 玉川砂記子                          |
| シシー・ベイカー       | レネー・ジョーンズ                | 岡本麻弥                            |
| コート・アンドリュース | トム・フリドリー                  | 三ツ矢雄二                          |
| ニッキー・パースリー   | ダーシー・デモス                  |                                     |
| リック・コロン副保安官 | ヴィンセント・ガスタフェッロ      | 沢木郁也                            |
| ダレン・ロビンソン     | トニー・ゴールドウィン            | 島田敏                              |
| リズベス・モット       | ナンシー・マクローリン            | 幸田直子                            |
| アレン・ハーズ         | ロン・パリロ                      | 小室正幸                            |
| ラリー                 | アラン・ブルーメンフェルド        | 増岡弘                              |
| スタン                 | マシュー・フェイソン              | 峰恵研                              |
| ケイティ               | アン・ライヤーソン                | 沢田敏子                            |
| ロイ                   | ホイットニー・リュードベック      | 納谷六郎                            |
| ナンシー               | コートニー・ビッケリー            | 坂本真綾                            |
| マーティン             | ボブ・ラーキン                    | 及川ヒロオ                          |
| パパス巡査             | マイケル・スワン                  | 広瀬正志                            |
| ソーントン巡査         | マイク・ノーマッド                | 大塚明夫                            |
| バート                 | ウォーレス・メルク                | 広瀬正志                            |
| スティーヴン           | ロジャー・ローズ                  |                                     |
| アネット               | シンシア・カニア                  |                                     |
| チェン                 | トーマス・ノーウェル              | 浪川大輔                            |
| ビリー                 | ジャスティン・ノーウェル          |                                     |
| ジェイソン             | ダン・ブラッドリー C・J・グラハム | -                                   |
| その他                 | N/A                               | 鵜飼るみ子 石井那知 鷲角ゆか里      |
| 日本語版制作スタッフ   |                                   |                                     |
| 演出                   | 演出                              | 河村常平                            |
| 効果                   | 効果                              | リレーション                        |
| 翻訳                   | 翻訳                              | 島伸三                              |
| 選曲                   | 選曲                              | 東上別府精                          |
| 制作                   | 制作                              | 東北新社                            |
| 初放送                 | 初放送                            | 1989年8月5日 『ゴールデン洋画劇場』 |

#### スタッフ
- 監督  -  トム・マクローリン
- 脚本  -  トム・マクローリン
- 製作  -  ドン・バーンズ
- 音楽  -  ハリー・マンフレディーニ
- 撮影  -  ジョン・クランハウス
- 美術  -  ジョセフ・T・ギャリティ
- 編集  -  ブルース・グリーン（英語版）
- 視覚効果  -  マーク・ウルフ
- 主題歌  -  アリス・クーパー 『He's Back（英語版）』
- 字幕 - 菊地浩司

#### 評価
Rotten Tomatoesでは33件のレビューに基づき58％の肯定的支持を集め、平均評価は5.3/10となった。同サイトの総評は「『ジェイソンは生きていた！』は、確かにタイトル通りジェイソン・ボーヒーズを復活させ、脳を刺激する楽しさを与えてくれる」だった。Metacriticは10人の批評家レビューの評価に基づき、平均スコアは100点満点中30点と「概ね不評」となっている。
『スラント・マガジン』のジェレミア・キップは、「登場人物たちは型に嵌ったキャラクターだが、台詞にテンポがあり、ハードボイルド的な良さある。本作は、表面的には“どうせお馴染みのシリーズなんだから笑い飛ばせば良い”という雰囲気を感じるが、すでに陳腐化した『13金』に活気を与えたのも事実だ」と評した。
『バラエティ』誌は、マクローリン監督が予想通りの題材にコメディ的なひねりを加え、出演者たちから巧みな演技を引き出していると書き、「飽くことを知らない殺人鬼を稲妻が蘇らせるオープニングは、鮮やかで力強い」と好評価を与えている。
『ニューヨーク・タイムズ』の記者キャリン・ジェームズは「ジェイソンの死体を確かめに来たトミーが、何故ホッケーマスクをわざわざ持参したのか」と、数々の疑問点とサスペンスの欠如を指摘し、血みどろ殺人は時間の無駄遣いに過ぎないとしながらも「脚本も兼ねた監督のマクローリンは、このマンネリのシリーズにユーモアを交えながら活気を与えた」と一定の功績を認めている。

### 13日の金曜日 PART7/新しい恐怖
クリスタル・レイク付近で暮らす少女・ティナは、生まれつき超能力を備えた少女であった。両親が夫婦喧嘩をした日の夜、ティナは家を飛び出してしまい、追いかけて来た父親を誤って超能力で湖の底へと沈めてしまう。それから数年後、クリスタル・レイクへ戻ってきたティナは、父親を生き返らせようと、父親の沈んだ湖に向かって念力を放つ。しかし出てきたのはティナの父親ではなく、トミーによって湖の底へ沈められた殺人鬼・ジェイソンであった。次々とキャンプ場に訪れた若者達を殺害していくジェイソンに、ティナは自らの超能力を駆使して立ち向かう。

#### 製作
1980年代中盤以降、『13金』シリーズが失速して行くのと対照的に、ニュー・ライン・シネマ製作の『エルム街の悪夢』シリーズは順調に人気を伸ばしつつあった。パラマウントは起死回生のために、ニュー・ラインにフレディ・クルーガーとジェイソンを対決させる映画を提案。パラマウントがアメリカ国内の配給権を持つ代わりに、ニュー・ラインが国際配給権を持って良いという条件を出したが、ニュー・ラインは申し出を丁寧に断った。この共演話が成立しなかったことで、パラマウントは自社でジェイソンの新しい話をパート7として作ることにした。
『13金』パート7のアソシエイト・プロデューサーのバーバラ・サックスが考案したアウトラインは、クリスタル・レイクにコンドミニアムを建設して金儲けしようと考える開発事業者が、イメージが悪くなることを恐れて、ジェイソンの存在や事件を隠蔽する。儲かれば人命は二の次という資本主義を批判したドラマで、ジェイソンが物語に登場するまでに長い時間を要し、ヘリコプターかボートに閉じ込められた女性がジェイソンに襲われるというものだった。脚本家のダリル・ハネイは、このストーリーをまとめるために何カ月も要したが、マンキューソ・ジュニアは出来上がった脚本を気に入らず、1から書き直すよう命じた。ハネイはバーバラ・サックスに電話口で幾つかのアイデアを出したが、どれも通らなかった。そこでハネイは、最後にジェイソンと戦う女性主人公が超能力者だったらどうだろう、と隠し玉のアイデアを提案した。今までハネイの案を却下し続けていたサックスは即座に「ジェイソンVSキャリーか…。うん、それは面白そうだね」と答えた。

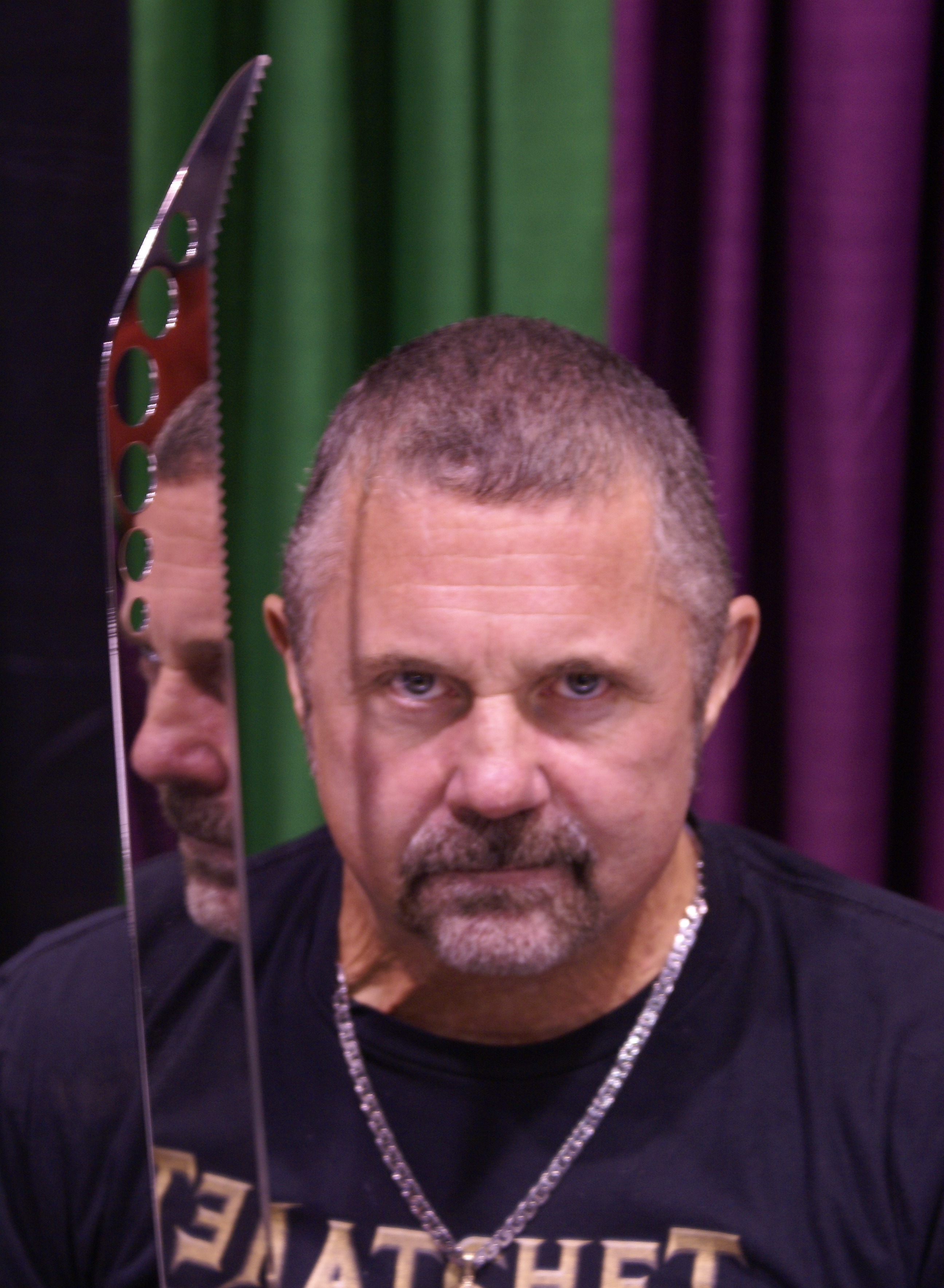
第7作から第10作までジェイソンを演じたケイン・ホッダー（2014年）

ジェイソン役にはパート6のC・J・グラハムが候補に挙がっていたが、パート7の監督ジョン・カール・ビュークラーは、特殊メイクスタッフで参加したホラー映画『プリズン』（1988年）の現場でケイン・ホッダーが真剣に仕事に取り組んでいた姿勢に好感を持っていたため、ホッダーを強く推薦した。グラハムは2作連続でジェイソンを演じることで、このキャラクターが自分の代名詞になるだろうと期待していただけに失望を表明したが、パート7完成後にケイン・ホッダー演じるジェイソンの活躍ぶりに満足し、自分がオファーされなかった件については悪い感情を抱いていないと話した。
ハネイは仕事の途中で降ろされ、マヌエル・フィデッロというペンネームを持つ人物に脚本の書き直しが外注された。ハネイ自身は契約外のギャラを求めたことはないと否定しているが、ハネイのエージェントが本人に知らせず、法外な脚本料をスタジオに要求したせいだとも伝えられている。ハネイは後年、あの結末は愚かしいミスだったと話した。主人公の死んだ父親がジェイソンを湖に引きずり込むという案は、草稿の頃から存在していたが、その時の舞台はコンドミニアムだった。監督のビュークラーは、そのネタをやるならティナの父親はジェイソンと同じぐらい醜く朽ちたグロテスクな姿で現れないとおかしいと主張。だがビュークラーの案は、見た目が滑稽になるからとサックスが却下した。その結果、ティナの父は長年湖底で死んでいたはずにも関わらず、顔を少し汚した程度で現れる不自然な感じになってしまったのだ。
音楽にはハリー・マンフレディーニとフレッド・モーリンの2名がクレジットされているが、マンフレディーニの音楽は過去のシリーズのために作ったストックからの流用で、本作オリジナルの楽曲は全てモーリンが作曲している

#### キャスト
| 役名                   | 俳優                             |
| ---------------------- | -------------------------------- |
| ティナ・シェパード     | ラー・パーク・リンカーン         |
| ティナ（少女期）       | ジェニファー・バンコ             |
| ニック・ロジャース     | ケビン・ブレア                   |
| クリス・クルーズ博士   | テリー・カイザー                 |
| ジョン・シェパード     | ジョン・オトゥリン               |
| アマンダ・シェパード   | スーザン・ブルー                 |
| メリッサ・ポール       | スーザン・ジェニファー・サリバン |
| サンドラ・ケイシー     | ハイディ・コザック               |
| エディ・マッカルロ     | ジェフ・ベネット                 |
| ロビン・ピーターソン   | エリザベス・カイタン             |
| デヴィッド・ピーボディ | ジョン・レンフィールド           |
| マディ・ポールソン     | ダイアナ・バロウズ               |
| マイケル・ロジャース   | ウィリアム・バトラー             |
| ジェイソン             | ケイン・ホッダー                 |

※日本語吹替なし

#### スタッフ
- 監督  -  ジョン・カール・ビュークラー（英語版）
- 脚本  -  マヌエル・フィデッロ、ダリル・ハネイ（英語版）
- 製作  -  イアン・パターソン
- 音楽  -  ハリー・マンフレディーニ、フレッド・モーリン（英語版）
- 撮影  -  ポール・エリオット
- 編集  -  モーリーン・オコネル、マーティン・ジェイ・サドフ、バリー・ゼトリン
- 美術  -  リチャード・ローレンス
- 特殊メイク - マジカル・メディア・インダストリーズ
- 字幕 - 菊地浩司

#### 評価
Rotten Tomatoesでは28件の批評家レビューに基づき支持率は32％で、平均評価は4.6/10となっている。Metacriticは9人の批評家レビューの評価による平均スコアが100点満点中13点で、「圧倒的な不評」を示した。
『オースティン・クロニクル』のスティーヴ・デイビスは「大虐殺があったにも関わらず、クリスタル・レイクには毎年大勢の人が訪れ、また1人ずつ死んでいく。いつもと同じ話が7回も繰り返される。もし『パート8』が来たら、私はそっとドアを閉めるだろう。ある評論家がこう言った。“もう沢山だ”」と、ポエムのように評している。
日刊紙『サンタクラリタ・バレー・シグナル』の記者スージー・フローリーは、「この映画はハリウッドが思い描いた、全てのティーンエイジャーの夢だ。魅力的な美女たち、森の中の素朴な山小屋、大量のマリファナ、そして腐敗が進んでゾンビ化したサイコキラーによる血みどろの虐殺。『13日の金曜日　PART7』 には、これらの要素が全部詰まっている」と書いた。
『スラント・マガジン』のエド・ゴンザレスは「『キャリー』や『炎の少女チャーリー』を連想させる画面はあるが、全体的にビュークラー監督の演出は力強く、今までの単調なルーティンワークのシリーズを思えば、割と良く考えられた映画です」と好意的に評価した

### 13日の金曜日 PART8/ジェイソンN.Y.へ
前作の殺人事件から数年後。ティナの父親の手で再度クリスタル・レイクの底へと沈められたジェイソンであったが、クルーザーの錨で切断された電気ケーブルが接触し、感電したジェイソンは三度目の復活を果たしてしまう。クルーザーの若者達を殺害して、ホッケーマスクを奪い取ったジェイソンはニューヨークへ向かおうとしている豪華客船に乗り込み、修学旅行を楽しむ学生を次々と殺害。生き残った数人の乗客達はボートで脱出し、ようやくニューヨークへとたどり着く。しかし、ジェイソンもまた彼らの後を追い、ニューヨークに乗り込んでいた。

#### 製作
『13日の金曜日 PART7』の興行成績は良くなかったが、公開後すぐに同作の監督ジョン・カール・ビュークラーは、生存者の超能力少女ティナを主人公にした続編の企画を考えた。ティナ役のラー・パーク・リンカーンも夫と共同で、心理学者になったティナが、自分と同じように心に問題を抱えた少女たちのカウンセリングをする続編の脚本を書いていた。最終的にパラマウントはパート8で新たなスタートを切ることにして、監督にロブ・ヘデンを招聘した。ヘデンはパート7のラストシーン、つまりジェイソンが湖に沈められた設定を引き継いだが、それ以外は前作の要素とキャラクターを全て無視した。
ビュークラー監督が続投しなかったのは、パート7とパート8のアソシエイト・プロデューサーを務めたバーバラ・サックスが、彼を嫌っていたからだと報じられた。リンカーン夫妻が執筆した脚本も、契約交渉が不成立に終わったことで見送られた。ロブ・ヘデンは以前、パラマウントが製作していたアクションTVドラマ『冒険野郎マクガイバー』（1985ー1992年）の脚本に参加していたが、本当にやりたかったのは監督だった。パラマウントから『13金』パート8の脚本を打診された時、出来ることなら監督も自分でやりたいというヘデンの申し出にスタジオ側が難色を示したため、ヘデンは連続テレビドラマ『伝説・13日の金曜日』の監督を2本請け負うことにした。パラマウントはヘデンの優れたカメラワークと演出に感心し、改めて彼に映画パート8の監督を依頼した。
ヘデンは脚本のミーティングの場で「ジェイソンをクリスタル・レイクから連れ出しても良いですか？ 大都会に行かせたいと思うのですけど」と提案し、マンキューソ・ジュニアはこれを承諾した。初期の脚本では映画の前半1/3は船の上で話が進み、第一幕の終わりにはニューヨークに到着して、マディソン・スクエア・ガーデンやブルックリン橋のロケ、ジェイソンがブロードウェイに現われるなど、盛りだくさんな展開が考えられていた。しかし『13金』シリーズのパート5からパート7は興行成績が落ち込んでおり、パート8の当初の予算は400万ドルとされていたことから（最終的には500万ドルに膨れ上がった）、数週間ものニューヨーク・ロケは厳しいと判断され、撮影費用が安く済むカナダのバンクーバーをニューヨークに見立てることにした。
映画は1989年4月から米国の7か所とバンクーバーで撮影されたが、僅かなシーンは実際にニューヨークでロケを行なった。タイムズスクエアの撮影では、多くの通行人の中をケイン・ホッダー演じる堂々とした体格のジェイソンが歩くと、集まったニューヨークのヤンキーたちは「ジェイソン！ 愛してるぜ!!」と声援を送った。撮影合間にホッダーがファンサービスのつもりで、見物客の少女を指さしたら、相手は失神したという。後にホッダーは、これまでジェイソン役を演じて来た中で一番楽しかった思い出は、このパート8のタイムズスクエアのロケだったと明かした。多くの観客が見ている撮影だったため、ホッケーマスクを外したり、ジェイソンへの幻想を壊すような振る舞いをしないよう気を付けた。時折、ホッダーがゆっくりと首を回して集まったギャラリーたちを見渡すと、それだけで大勢の観衆は声をあげて大騒ぎになったとのこと。

#### キャスト
| 役名                     | 俳優                             | 日本語吹替 | 日本語吹替                                                                           |
| 役名                     | 俳優                             | ソフト版   | フジテレビ版                                                                         |
| ------------------------ | -------------------------------- | ---------- | ------------------------------------------------------------------------------------ |
| レニー・ウィッカム       | ジャンセン・ダジェット           | 深実りか   | 水谷優子                                                                             |
| レニー（少女）           | アンバー・ポーリック             |            | 水谷優子                                                                             |
| ショーン・ロバートソン   | スコット・リーヴス               | 関俊彦     | 松本保典                                                                             |
| チャールズ・マカラロック | ピーター・マーク・リッチマン     | 穂積隆信   | 家弓家正                                                                             |
| バン・デューゼン         | バーバラ・ビンガム               | 谷育子     | 宗形智子                                                                             |
| ジュリアス・ガウ         | V・C・デュプリー                 | 二又一成   | 小野健一                                                                             |
| ロバートソン提督         | ウォーレン・マンソン             | 藤本譲     | 富田耕生                                                                             |
| タマラ・メイソン         | シャーリーン・マーティン         |            | 小林優子                                                                             |
| エヴァ・ワタナベ         | ケリー・ヒュー                   | 井上喜久子 |                                                                                      |
| ウェイン                 | マーティン・カミンズ             |            | 宮本充                                                                               |
| J・J・ジャレット         | サフラン・ヘンダーソン           | 松本梨香   |                                                                                      |
| ジム                     | トッド・カルデコット             | 古田信幸   | 矢尾一樹                                                                             |
| ジェイソン               | ケイン・ホッダー                 | -          | -                                                                                    |
| ジェイソン（少年）       | ティモシー・バー・マーコヴィッチ |            |                                                                                      |
| その他                   | N/A                              |            | 鈴鹿千春、千田光男 亀井芳子、津田英三 鈴木祐子、梁田清之 成田剣、小野寺啓子 大塚明夫 |
| 日本語版制作スタッフ     |                                  |            |                                                                                      |
| 演出                     | 演出                             | 伊達康将   | 伊達康将                                                                             |
| 翻訳                     | 翻訳                             | 岡田壯平   | 岡田壯平                                                                             |
| 調整                     | 調整                             | -          | 桑原邦男                                                                             |
| 効果                     | 効果                             | -          | サウンドボックス                                                                     |
| 制作                     | 制作                             | 東北新社   | -                                                                                    |
| 初放送                   | 初放送                           | -          | 1992年6月13日 『ゴールデン洋画劇場』                                                 |

#### スタッフ
- 監督  -  ロブ・ヘデン（英語版）
- 脚本  -  ロブ・ヘデン
- 製作  -  ランドルフ・チェヴェルデイヴ
- 音楽  -  フレッド・モーリン（英語版）
- 撮影  -  ブライアン・イングランド
- 編集  -  スティーブ・ミルコビッチ
- 特殊メイク - ジェイミー・ブラウン
- 美術 - デビッド・フィッシャー
- 字幕 - 菊地浩司

#### 評価
Rotten Tomatoesでは27件の批評家レビューに基づき11％の支持率で、平均評価は3.3/10となっている。同サイトの総評は「魅力のないセルフパロディのような続編で船を恐怖に陥れるジェイソンは、そのままシリーズ自体を沈没させるかのようだ」と厳しいものであった。Metacriticでは10人の批評家による加重平均スコアが100点満点中14点で、「圧倒的な不評」を示した。ニュージャージー州の日刊紙『アズベリー・パーク・プレス』のデズモンド・ライアンは、「常識的に考えて、この映画は観ない方が良いだろう」と酷評した。
『ロサンゼルス・タイムズ』のクリス・ウィルマンは、舞台を変えることでシリーズの定型から脱却しようとした試みは認めつつも、タイトルと裏腹にカナダのバンクーバーとセット撮影に頼っていること、実際のニューヨークロケ部分の少なさを批判した。その一方で、「ジェイソンがアメリカの大都市にやって来たことで、ドラッグ、レイプ、ホームレス、バイオレンスといった現実の恐怖の前に、クリスタル・レイクの殺人鬼ぶりが矮小化されるアイデア自体は面白みがある」と評している。
『ワシントン・ポスト』のリチャード・ハリントンは『「13日の金曜日 PART8』でもっとも驚くべきことは、クリスタルレイク高校に、ニューヨークの卒業旅行に値する生徒が複数もいたということだ。湖の底から引き上げられたジェイソンは、7作目まで観ている人ならお馴染みの方法でアメリカの人口抑制に尽力する」と書き、映画の大半がニューヨークではなく船の上で起きることを否定的に語った。
『ミッド・ウエスト・ジャーナル』のニック・ロジャースは、「ジェイソンはもうウンザリして考え始めた。母パメラは、セックスが大好きで無知なティーンエイジャーを皆殺しにするという生涯の仕事を息子に押し付け、彼の人生を台無しにした。ジェイソンはこの役割をただ辞めたいだけで、乗組員を皆殺しにしたクルーザーに乗って、東海岸の海へ永遠に消えたいのかも知れない」と綴り、「パラマウントが製作したオリジナルシリーズの最終作PART8は、高校卒業後の人生に起きる通過儀礼を描いた作品としては、まぁまぁの出来です」として、本作の裏テーマは“卒業”だと指摘した。

### 13日の金曜日/ジェイソンの命日
クリスタル・レイクを1人で訪れていた女性の泊まるコテージ内で停電が発生し、そこへ突如ジェイソンが現れ、女性に襲い掛かる。しかしジェイソンが女性を追い詰めた時、照明が一斉に照らされ特殊部隊の兵士達が現れる。この女性は軍人であり、ジェイソンをおびき寄せるための罠であった。特殊部隊の集中砲火を浴びたジェイソンは、とどめの迫撃砲によって遂に木っ端微塵に吹き飛ぶ。何度も蘇生するジェイソンの生態を調べるべく、研究所にジェイソンの肉塊が運ばれるが、なんとジェイソンの心臓だけはまだ活動を停止していなかった。検視官は魅入られたようにジェイソンの心臓を喰い、身体を支配された。次々の他人の身体を移り変わり、一時的な復活を遂げたジェイソンは、無差別な殺人を繰り返す。ジェイソンを完全に復活させられるのは血縁者の肉体だけであり、ジェイソンは腹違いの妹とその家族を狙う。

#### 製作
シリーズ第8作『ジェイソンN.Y.へ』が期待外れの成績に終わったことで、長らく『13金』シリーズを製作していたパラマウント映画は、ジェイソンのキャラクター権と作品の権利を他社に売却することにした。新たにジェイソンのキャラクターを手に入れたニュー・ライン・シネマは、自社の人気キャラクター、フレディ・クルーガーとジェイソンを戦わせる映画を、『13金』プロデューサーのショーン・S・カニンガムに持ちかけた。しかしこの2大ホラーヒーローの共演作が実現するまで、企画は10年も迷走することになる。ニュー・ラインは場を繋ぐために、ジェイソンをメインにした新しいシリーズを作ることにした。
カニンガムは自分の息子の友人で、『13金』シリーズの現場で雑用係をしていたアダム・マーカスを縁故採用で監督に招き入れた。カニンガムは、映画学校を卒業したばかりの22歳のマーカスに2つのルールを課した。ひとつは第8作『ジェイソンN.Y.へ』の内容を無視すること、もうひとつはジェイソンのホッケーマスクを剥がしてやれ（奴の正体を明かしてやれ）ということだ。マーカスはテレビドラマ脚本家のジェイ・ヒューグリーと共同で、カニンガムの要望を満たした脚本を書き上げた。最初にアダム・マーカスは、トミー・ジャービスの物語を考えていた。『ジェイソンの命日』に登場するスティーヴン・フリーマンという名のキャラクターは、元々はトミーだったという。マーカスはこう語る。「トミーはジェイソンを殺した時が人生のピークで、そこから先のことは何も考えていなかった男だ。トミーは地元の女の子と恋に落ちて、セックスで彼女を妊娠させるのだけど、彼は酔っ払いのトラブル・メーカーとして町の嫌われ者だったので、彼女は妊娠したことをトミーに告げずに町を去る。彼にはこういうバック・グラウンドがあったんだよ。ところが脚本を書いている最中にスタジオから“ノー。トミーは使えないんだ”と言われた。ニュー・ラインはジェイソンのキャラクターを買い取っただけで、『13日の金曜日』というタイトルと、トミー・ジャービスのキャラクター権を持っていなかったそうだ」。
ニューラインは数日中に脚本が仕上がらない場合はこのプロジェクトを中止するとプレッシャーをかけたため、カニンガムはディーン・ローリーを呼んで映画化可能なシナリオが完成するまで4日間を費やし、事実上ジェイ・ヒューグリーによる酷い脚本の痕跡は総て無くなった。マーカスの案をもとにヒューグリーが書き上げた初稿は、新たに設定されたジェイソンの兄弟イライアス・ボーヒーズがジェイソンの遺体を掘り返し、その心臓を喰って超能力を得て殺戮を始めるというもの。ジェイソンが他人の肉体を乗っ取るというアイデア自体は最初からあった。
最初の28日間の撮影中、仕上がりを見ていたのは編集担当のデビッド・ハンドマンだけで、他のスタッフは次の作業に気を取られ、その日に撮ったものが使えるか否かの確認をしなかった。新人のマーカスはカメラの撮影スピードなどで幾つもミスを冒し、結果的に撮影済の多くのシーンは使い物にならず、マーカスが撮った使用可能な分は45～50分程度の素材だけであった。そのため43分もの再撮影と、内容の圧縮、一部のストーリーをカットせざるを得なくなった。マーカスはカリ・キーガンがシャワーを浴びる場面で全裸になって欲しかったが、キーガンはオールヌードにならないことを事前に伝えたと主張し、マーカスはその話は聞いていないと言って平行線を辿った。キーガンはヌーブラで乳首を隠し、肌色のパンツを着用してシャワーシーンを撮影した後、自分のエージェントにこの件の不服を訴えた。キーガンのエージェントは現場スタッフ、特にマーカスを激しく非難し、現場の雰囲気は悪化した。怒ったキーガンは現場を去ってしまったが、まだ彼女の撮影部分が残っていたため、最後の数日はマーカスに代わってカニンガムが監督を務める約束でキーガンを呼び戻した。『ジェイソンの命日』は、こうしたトラブルまみれで完成した。
ダイアナ役のエリン・グレイは、他の共演者たちとプレミア上映で初めて本作を観た時に嫌悪感を抱いた。ジェイソンの本体である赤黒いトカゲに似た悪魔が、スカート姿で股を開いて死んでいるダイアナの股間に潜り込むカットがあったからだ。鑑賞者によってはクリーチャーが入って行った所は、彼女の肛門とも膣内とも見られる場面だが、脚本にはないシーンだった。マーカスによると、ジェイソンが血縁者の肉体を使って復活する要素を見せる、スタジオ側の決定とのことだが「少し不快なショットだったとは思う。あそこは後悔している」とコメントした。300万ドルという低予算で製作された『ジェイソンの命日』は、前作『ジェイソンN.Y.へ』の興行収入を上回ったものの、以前のシリーズには全く及ばない結果に終わった。
この映画は多くのファンを失望させ、批評家から酷評を受けたが、公開から24年を経た2017年9月、アダム・マーカスはFacebookグループでファンの質疑応答に答える形で当時のことを明かした。「22歳だった私は自分でジェイソンのマスクを剥がす（正体を明かす）ような決定権を持っていなかった。ショーン（カニンガム）の指示だよ。ショーンはホッケーマスクもジェイソンも嫌いなんだ。彼が『13金』シリーズに愛着があるようなポーズを取るのは、あの作品が金になるからだよ。金儲けが彼の仕事だから、ジェイソンを好きなふりをしているのを見るのは本当に腹立たしい。ショーンがYouTube動画で私のことを“噓つきのクソ野郎”と言っているのを見たことがあるけど、私はショーンの悪口を言ったことは今までない。彼はもっと自分のことを考えるべきだね」。

#### キャスト
| 役名                     | 俳優                       | 日本語吹替 | 日本語吹替 |
| 役名                     | 俳優                       | VHS版      | テレビ東京版 |
| ------------------------ | -------------------------- | ---------- | --- |
| スティーヴン・フリーマン | ジョン・D・ルメイ          | 荒川太郎   | 宮本充 |
| ジェシカ・キンブル       | カリ・キーガン             | 久川綾     | 相沢恵子 |
| ダイアナ・キンブル       | エリン・グレイ             | 滝沢ロコ   | 泉晶子 |
| クレイトン・デューク     | スティーヴン・ウィリアムズ | 大塚明夫   | |
| ロバート・キャンベル     | スティーヴン・カルプ       | 牛山茂     | |
| ヴィッキー               | アリソン・スミス           | 松丸智子   | 山像かおり |
| ランディ・パーカー巡査   | キップ・マーカス           |            | |
| ジョーイ・B              | ラスティ・シュウィマー     |            | |
| ワード                   | アダム・クランネル         | 桜井敏治   | |
| ジョシュ                 | アンドリュー・ブロック     | 田原アルノ | |
| フィル（検視官）         | リチャード・ガント         | 田原アルノ | |
| エド・ランディス保安官   | ビリー・グリーン・ブッシュ | 清川元夢   | |
| シェルビー               | レスリー・ジョーダン       | 清川元夢   | |
| ジェイソン・ボーヒーズ   | ケイン・ホッダー           | 清川元夢   | |
| フレディ・クルーガー     | ケイン・ホッダー           | -          | |
| その他                   | N/A                        | -          | 金尾哲夫、仲野裕 成田剣、小島敏彦 藤本譲、竹口安芸子 村田則男、辻つとむ 田口昂、大黒和広 鈴鹿千春、小室正幸 木附久美子 |
| 日本語版制作スタッフ     |                            |            | |
| 演出                     | 演出                       | 小川利夫   | 松川陸 |
| 翻訳                     | 翻訳                       | 木村純子   | 徐賀世子 |
| 調整                     | 調整                       | -          | 長井利親 |
| 効果                     | 効果                       | -          | リレーション |
| 担当                     | 担当                       | -          | 菅原有美子 鍛治谷功 |
| プロデューサー           | プロデューサー             | -          | 中村公彦 平山大吾 |
| 配給                     | 配給                       | -          | ワールドテレビジョン                                                                                                   |
| 制作                     | 制作                       | -          | テレビ東京 ムービーテレビジョンスタジオ                                                                                |
| 制作協力                 | 制作協力                   | -          | 武市プロダクション |
| 初放送                   | 初放送                     | -          | 1996年12月19日 『木曜洋画劇場』                                                                                        |

- VHS版 - CIC・ビクター ビデオ版VHS（1994年)、JVCエンタテインメント版DVD（2000年）に収録。キングレコード版DVD（2008年）には未収録。

#### スタッフ
- 監督  -  アダム・マーカス
- 脚本  -  ディーン・ロレー（英語版）、ジェイ・ユグリー（英語版）
- 原案  -  ディーン・ロレー、アダム・マーカス、ジェイ・ユグリー
- 製作  -  ショーン・S・カニンガム、デビー・ヘイン・キャス
- 音楽  -  ハリー・マンフレディーニ
- 撮影  -  ビル・ディル
- 編集  -  デビッド・ハンドマン
- 美術  -  ホイットニー・ブルック・ウィーラー
- スペシャル・エフェクト  -  キャリー・オーブション（KNB EFX）、ジェイソン・バクティス（KNB EFX）
- 特殊効果スーパーバイザー  -  ハワード・バーガー（KNB EFX）
- 特殊メイク  -  ハワード・バーガー
- 字幕  -  菊地浩司

#### 評価
Rotten Tomatoesでは19件の批評家レビューに基づき、20％の支持率を獲得している。Metacriticでは11件の批評家レビューによる平均スコアが100点満点中17点で、「圧倒的な嫌悪」を示した。
『バラエティ』誌の記者グレッグ・エヴァンスは「この映画に緊張感とスタイルが欠けているのは監督のアダム・マーカスのせいだろうが、時折無能な出演者たちや、このジャンルに何ら革新をもたらさない脚本家も非難されて然るべきだろう。撮影とその他の技術は映画の低予算ぶりを露呈させ、特殊技術ですら二流に思える」と酷評した。
日刊紙『クーリエ・ジャーナル』のコリー・ウィルコクソンは「『13日の金曜日』第1作から13年目、またまたジェイソンが帰ってきた。今回は遂に彼が地獄へ堕ちるそうだが、『13日の金曜日 完結編』でもそう言っていたよね。シリーズ第9作『ジェイソンの命日』のプロットは滑稽で、台詞はぎこちなく、出演者たちの演技は笑えるほどです」と厳しい評を寄せた
。

### ジェイソンX 13日の金曜日
近未来、200人以上を殺害したジェイソンは捕獲され、研究所に収容されていた。いかなる方法を用いても処刑できない不死身のジェイソンに対し、最後の手段として冷凍刑が実行されようとするが、拘束から脱出したジェイソンは研究所で殺戮を始めてしまう。生き残った女性科学者ローワンはジェイソンを冷凍保存容器に閉じ込めることに成功するが、ジェイソンの抵抗により自身も冷凍状態となってしまう。それから455年後、荒廃した地球にやってきた調査隊は、冷凍状態のローワンとジェイソンを発見し宇宙船に連れて行く。蘇生技術によって息を吹き返したローワンは、ジェイソンも船内に連れて来られたことを知り警告するが、時すでに遅く蘇生したジェイソンは船の中で殺戮を開始する。

#### 製作
1990年代末までに、『フレディVSジェイソン』の脚本は複数制作され、ニュー・ライン・シネマとプロデューサーのショーン・S・カニンガムは数百万ドルを注ぎ込んでいたが、没になった山ほどの脚本が残されただけで何の成果もなかった。カニンガムはプロジェクトに関わりつつも、『13金』シリーズに空白期間が空き過ぎたことを懸念した。観客たちがジェイソンへの興味を失う可能性が高いとカニンガムは考えていたのだ。長年、製作に取り組んでいた『フレディVSジェイソン』の企画がなかなか進まなかったこともあってカニンガムは苛立ち始め、特殊効果の分野で仕事をしていたジェームズ・アイザックを呼び寄せ、彼を監督に据えて自分たちの『13金』を作ろうと考えた。初期の構想では第9作『ジェイソンの命日』のラストを汲んで、ジェイソンが地獄から蘇る内容だった。
第8作『ジェイソンN.Y.へ』と第9作『ジェイソンの命日』の興行が失敗に終わったことから、脚本家として招かれたトッド・ファーマーは、ジェイソンを別の舞台に置いたらどうなるだろうかという発想で宇宙に行かせるアイデアを出した。監督のアイザックと個人的に親しかったことでデヴィッド・クローネンバーグが出演してくれることになった。最初は宇宙船の操縦士役で、『スキャナーズ』（1981年）の１シーンの如く頭部が爆発して死ぬキャラクターになるはずだったが、諸事情から役柄は薄気味悪いマッドサイエンティストに変更された。クローネンバーグは自身が登場するシーンの脚本をほとんど書き換え、最高の死に方をしたいと望んだ。『クリッター4』（1992年）や『ヘルレイザー4』（1996年）など、宇宙を舞台にした人気ホラーシリーズの新作がことごとく酷評されていただけに、ジェイソン役のケイン・ホッダーですら、この脚本を読んだ時には出演をためらったと伝えられている。ニュー・ラインはこの脚本を大変気に入り、シリーズ過去最高額の製作費を投じた第8作『ジェイソンN.Y.へ』の3倍近くの予算を提示した。しかし多くのセットと特殊効果のために、この製作費ではとても足りず、結果的に脚本から多くの要素がカットされたり、内容が変更されてしまった
映画終盤で登場するメタリックで特殊なマスクをつけたジェイソンを、スタッフは“Uber Jason（超ジェイソン）”と呼んで、映画のサプライズとして伏せていたつもりだったが、何故かこのウーバー・ジェイソンを予告編で見せてしまったため、脚本のファーマーは混乱し、プロモーションを理解できなかったという。ファーマーは『ジェイソンX』に続く2本の続編を考えていたが、結果的に興行は芳しくなかったために第11作が作られることはなかった。これにより2009年のリメイク版まで、シリーズは永い眠りにつくことになる。
この映画が充分な成績を挙げられなかったのには複雑な背景があり、『ジェイソンX』は2000年4月に撮影を終えていたが、アメリカで公開されたのは2002年4月で、2年間も放置されていた。これは『13デイズ』（2000年）や『リトル★ニッキー』（2000年）などの相次ぐ興行失敗によって、ニュー・ラインの製作社長マイケル・デ・ルカが2001年1月に解任されたためである。もともと『D.N.A./ドクター・モローの島』（1996年）、『ロング・キス・グッドナイト』（1996年）といった高額な製作費を投入した映画の失敗が続き、デ・ルカの経営方針がニュー・ラインを苦境に陥れていた背景もあったという。しかもデ・ルカが解任された直後に公開された、彼の製作総指揮の映画『フォルテ』も巨額の製作費に見合うヒットにならず、ニュー・ラインはますます慎重になった。デ・ルカは『ジェイソンX』をスタジオで信じていた唯一の人物であったが、その彼が去ったことで、後任の人たちはこの映画をどう扱ったら良いのか分からなかったのだ。ビデオスルー映画で終わらせたくなかったが、劇場公開にも躊躇していた。その間に『ジェイソンX』はオンライン上でリークされてしまい、劇場公開される頃には、『13金』シリーズの熱心なファンは、違法視聴でこの映画を観てしまっていた。
劇場公開当時は映画評論家からの批評も興行も散々だったが、公開後はDVDほか2次使用の売り上げで製作費の3倍以上の利益を挙げた。統計的にはパラマウント時代から続く全ての『13金』シリーズの中で、もっとも成功した映画となった。公開時は批評家たちから否定的な評が多かったものの、時間が経つに連れて本作特有のユーモアと独自性のある設定が再評価され、若いファンの間で人気が高い作品となっている。

#### キャスト
| 役名                           | 俳優                         | 日本語吹替   |
| ------------------------------ | ---------------------------- | ------------ |
| ローワン・ラフォンテーヌ       | レクサ・ドイグ               | 湯屋敦子     |
| ツナロン・ペイトン             | チャック・キャンベル         | 小森創介     |
| KM-14                          | リサ・ライダー               | 唐沢潤       |
| イライジャ・ブロッドスキー軍曹 | ピーター・メンサー           | 楠大典       |
| ブランドン・ロウ教授           | ジョナサン・ポッツ           | 井上倫宏     |
| ウェイランダー                 | ダーウィン・ジョーダン       | 遊佐浩二     |
| ジャネッサ・ザカリー           | メリッサ・エイド             | 杉本ゆう     |
| クラッチ                       | フィリップ・ウィリアムズ     | 岩崎ひろし   |
| キンサ                         | メロディ・ジョンソン         | 小池亜希子   |
| ストーニー                     | ヤニ・ゲルマン               | 保村真       |
| アザレル                       | ダヴ・ティフェンバック       | 山口隆行     |
| ダラス                         | トッド・ファーマー           | 松本大       |
| キッカー                       | バルナ・モリクス             | 江川大輔     |
| ブリッグス                     | ディラン・ビーグ             | 村竹あおい   |
| エイドリアン・トーマス         | クリスティ・アンガス         | 斎藤恵理     |
| ファット・ルー                 | ボイド・バンクス             |              |
| プライベート・コンドー         | スティーヴ・ルチェスク       | 伊井篤史     |
| アロイシアス・ウィマー博士     | デヴィッド・クローネンバーグ | 伊井篤史     |
| ジェイソン・ボーヒーズ         | ケイン・ホッダー             | -            |
| 日本語版制作スタッフ           |                              |              |
| 演出                           | 演出                         | 岩浪美和     |
| 翻訳                           | 翻訳                         | 中村久世     |
| 制作                           | 制作                         | ACクリエイト |

※日本語吹替は2003年にパイオニアLDCから発売されたデラックス版DVDにのみ収録。2007年にギャガ・コミュニケーションズから発売された新盤DVDには収録されていない。

#### スタッフ
- 監督  -  ジェームズ・アイザック（英語版）
- 脚本  -  トッド・ファーマー（英語版）
- 製作  -  ノエル・カニンガム
- 製作総指揮  -  ショーン・S・カニンガム
- 音楽  -  ハリー・マンフレディーニ
- 撮影  -  デリック・アンダーシュルツ
- プロダクション・デザイン - ジョン・デンダートマン
- 編集  -  デヴィッド・ハンドマン
- 特殊メイク - デニス・べラルディ
- 衣装 - マキシン・ベイカー
- 美術 - ジェームズ・オズワルド

#### 評価
Rotten Tomatoesでは106件の批評家レビューがあるものの、支持率はわずか20％で、平均評価は3.8/10点になっている。同サイトの総評は「ジェイソンは未来へ行くが、物語は依然として過去に留まっている」というもの。加重平均を用いるMetacriticでは23件の批評家レビューに基づき、平均スコアは100点満点中25点と「概ね不評」の評価になった。
ロジャー・イーバートは映画の中の台詞を引用しながら「これは本当に色々な意味で最悪だ」と書き始め、「ストーリーテリング、キャラクター描写、サスペンス、独創性、整然としたドラマ構成、どれひとつ取っても最低だ。ただ興味深いシーンもある。宇宙船に搭載された再生機によって、1度死んだジェイソンはスーパーヒーローのようなアーマーと、新しいホッケーマスクで蘇るのだ」と書き、4点満点中0.5点を与えた。
映画評論家のマイケル・リーは「ニュー・ライン・シネマが先に『フレディVSジェイソン』を公開したかったのは明らかだが、製作が難航したため、少しでもファンの興味を惹くための何かを作ることにしたのだろう。結局のところ、死にゆくシリーズ物を少しでも延命させようとする試みにしか感じられない。女性型のスーパー・アンドロイドKM-14が、『バイオハザード』シリーズ後期のアリスを安っぽくした容姿なのも最悪だ」と低評価を下した。

## ドラマ

### Crystal Lake
2022年11月1日、A24が『13日の金曜日』シリーズの前日譚ドラマを製作することを発表した。ブライアン・フラーが脚本を務め、ヴィクター・ミラーが製作総指揮を務める。Peacockにて配信予定。

## 製作

### 音楽
ハリー・マンフレディーニは第1作である『13日の金曜日』の楽曲制作に臨む際、殺人鬼が登場しないはずの場面で殺人鬼がいると観客が誤認するのを防ぐため、音楽は殺人鬼の存在に合わせて流すというルールを定めた。マンフレディーニは、特定のシーンでBGMが欠かれていたことについて以下のように説明している。
少女たちのうちの一人が射的場を準備した後に少年たちの一人が的に矢を当て、その準備した少女を見失う場面がありますよね。あのシーンはすごく恐ろしいのですが、よく聞くと音楽がありません。あのシーンでは最高の場面を演出するために音楽を入れませんでした。
 （"There's a scene where one of the girls [...] is setting up the archery area [...] One of the guys shoots an arrow into the target and just misses her. It's a huge scare, but if you notice, there's no music. That was a choice."） 
また、マンフレディーニは何かが起きようとした場面では、音楽を急に止めて観客を一時的に安堵させることにより、そのあと起きる恐怖がより強大なものになると述べている。第1作である『13日の金曜日』では終盤になってから殺人鬼が姿を現すため、マンフレディーニは殺人鬼が姿を現さない場面については音楽という形で存在を示した。彼がインスピレーションを受けた1975年の映画『ジョーズ』でも、メインキャラクターであるサメが直接姿を現す場面は少ないものの、サメの登場に合わせてジョン・ウィリアムズの作曲したモチーフが流れるため、姿が見えなくても観客にサメの存在が伝わる仕組みとなっている。マンフレディーニは強く発音するようなコーラスが含まれるクシシュトフ・ペンデレツキの曲を聴き、『13日の金曜日』でも似たようなサウンドを作ろうと考え、終盤で殺人鬼が繰り返した "Kill her mommy!"（彼女を殺してよ、母さん）というセリフを基にして"ki ki ki, ma ma ma"という音声を作り上げた。この個性的な音声は、マンフレディーニが映画に使いたいと考えていたものであり、「荒々しく、はっきりとそしてリズミカルに」マイクに吹き込んだ二つの音声を加工し、残響を持たせたものであり。マンフレディーニはこの音声が「チャチャチャ」と聞き間違えられることについてもDVD版のオーディオコメンタリーの中で言及している。
マンフレディーニは第1作の楽譜を書き上げた後、友人宅の地下室で録音した。脚本を務めたヴィクター・ミラーとミラーの助手であるジェイ・キューパーはマンフレディーニの作った音楽が記憶に残るものだったと述べ、キューパーにいたっては聞いただけで姿が思い描かれるようだったと述べている。マンフレディーニは『PART2』でも続投することが決まっていたため、完璧な楽曲を作ることを目標とすること以外は前作よりも楽に楽曲制作にあたることができ、「殺人鬼のためだけの曲を作っておく」という前作からの縛りを緩めた。彼は『PART2』が「殺人鬼が獲物を罠にはめて叩きのめしていく過程に重きを置いているため、マクガフィンやミスリードが多用される傾向にある」と考え、観客をひっかけるためにジェイソンのテーマ曲を流す必要があるという結論に達した。マンフレディーニは『第1作は悪い意味で近視眼的アプローチだったので、より伝統的な映画としての続編について考える必要がありました」と述べている。
『PART3』の制作の時点で、マンフレディーニはブロードウェイでの仕事が忙しかったため、最初と最後の場面の楽曲制作にとどまっている。彼の代わりにジャック・K・ティラーが第1作と第2作で使用された楽曲を組み合わせる形で編曲した。『レッツ・オール・チャント』のヒットで知られる音楽家マイケル・ゼーガーがオープニングテーマとエンディングテーマを作曲した。マンフレディーニとゼーガーは、ゼーガーのアパートで出会い、その場でゼーガーは第1作のテーマソングをディスコ調にアレンジした。マンフレディーニは『完結編』で完全復帰した際に従来と似たような要素の楽曲を制作したが、いずれも『完結編』に向けて書き下ろされたものである。
『新・13日の金曜日』において、マンフレディーニは新キャラクターであるトミー・ジャーヴィス専用のテーマ曲を制作した。この考えは「"歩く狂気"が存在し、様々なキャラクターに疑いがかかり、観客の予想だにしないことが起こるというほのめかし」を示すためのものである。
『PART6』では、監督のトム・マクローリンがマンフレディーニに「観客に対し今起きている（またはこれから起きようといている）出来事を知らせるのではなく、観客自身がその出来事を知る手がかりを与えてほしい」という指示を出した。この指示は、1978年の映画『ハロウィン』の演出からヒントを得たものであり、マクローリンはよりつかみどころのないゴシック的な残響が欲しいと考えていた。
『PART7』と『PART8』では契約の都合上マンフレディーニ自身は制作に参加していないが、彼が手掛けた過去作品の楽曲が流用されている。『PART7』の音楽は、同名の別作品の音楽を手掛けたフレッド・モリンがプロデューサーであるイアイン・ペイターソンからの依頼を引き受ける形で担当し、残りのシーンの楽曲はシリーズの過去作品から流用された。モリンは『PART8』の音楽も手掛けたが、ロバート・プラント風のオープニングテーマはスティーブ・マイザーによるものである。
ハリー・マンフレディーニは『ジェイソンの命日』と『ジェイソンX』の音楽を手掛けた 。
マンフレディーニは『フレディVSジェイソン』でも起用されるはずだったが、グレーム・レヴェルに交代というかたちで降板となった。ニュー・ライン・シネマの公式発表では「新しい方向性の一環」とされているが、マンフレディーニは「『フレディVSジェイソン』のファイナル・カットは今までと同じではないか」と不満を述べている。

## テレビドラマ
連続テレビドラマ『伝説・13日の金曜日』（原題: Friday the 13th:The Series）は、呪われた骨董品専門店を叔父ルイス・ヴェンドレディから受け継いだ従兄妹のミッキー・フォスターとライアン・ダリオンが、オカルト主義者ジャック・マーシャクの助けを借りながら、叔父が売っていた危険な骨董品類を追跡・回収するという、サスペンスと冒険を描くテレビシリーズ。

### 概要
企画時は『The 13th Hour（13時間）』というタイトルだったが、製作総指揮のフランク・マンキューソ・ジュニアは、より多くの視聴者を惹きつけるために、『13日の金曜日』を正式タイトルに使うことにした。良くも悪くもインパクトのある番組名を付けたこのドラマを、プロデューサーたちは「13日の金曜日とは、不運と呪いを象徴する概念だ」と述べ、ジェイソンを登場させなくても成功するという希望を持っていた。
舞台となるアンティークショップは普通の骨董品店ではなく、店主のルイスは悪魔と取引を交わし、富と力、そして不死を手に入れる代わりに、呪いのかかったアンティークを収集家や一般客に売っていた。しかし契約を破ったことでルイスは死んでしまう。ミッキーは疎遠になっていた従兄妹のライアンと共に叔父の店を継ぐ。2人は引退した元マジシャン、ジャックの協力を得て、呪われた骨董品を回収することになる。ミッキー役ルイーズ・ロビー、ライアン役ジョン・D・ルメイ、ジャック役クリス・ウィギンズのアンサンブルは魅力的で、常に不利な戦いに立ち向かうヒーローとして視聴者の共感を得ていった。しかしシーズン3に入ると、ルメイが演じていたライアンは退場し、新キャラクターのジョニー・ベンチュラ（スティーヴン・モナーク）に交代してしまう。
このドラマは1987年から1990年にかけて合計3シーズン、全72話が放送された。最初の2シーズンはそれぞれ26話だったが、ジョン・D・ルメイが番組を去ったせいか第3シーズンは短縮され、第20話を撮影中のスタッフに終了が知らされて、そのエピソードがそのまま最終回になった。いきなりの打ち切りだったため、エピローグらしい場面も作れないまま終わってしまった
こうして『伝説・13日の金曜日』は、これといった結末も、フィナーレらしい終わり方もせずに1990年に突然終了したが、『X-ファイル』（1993年）や『バフィー 〜恋する十字架〜』（1997年）などのホラードラマが伝統を引き継いだ。しかし最終的には、2009年よりSyfyチャンネルで放送が始まった『ウェアハウス13 〜秘密の倉庫 事件ファイル〜』が、『伝説:13日の金曜日』に似た設定とキャラクターたちを得たことによって、ファンが待ち望んでいた精神的後継作になった
日本ではCICビクターよりビデオカセットがリリース。第1巻は『伝説・13日の金曜日』、第2巻、3巻は『魔界倶楽部 伝説・13日の金曜日』、第4巻は『魔界倶楽部 特別篇』のタイトルで各巻2話ずつ収録、計8話分のみソフト化されている。

### 放送
第1シーズン 全26話
1987年10月3日～1988年7月30日
第2シーズン 全26話
1988年9 月30日～1989年6月17日
第3シーズン 全20話
1989年10月7日～1990年5月26日

### キャスト
- ジャック・マーシャク – クリス・ウィギンズ（英語版）
- ミッキー・フォスター – ルイーズ・ロビー（英語版）
- ライアン・ダリオン – ジョン・D・ルメイ（英語版）（第1話～第54話）
- ジョニー・ベンチュラ – スティーヴン・モナーク（英語版）（第53話～第72話）
- ルイス・ヴィンドレディ（ルイス叔父さん）– R・G・アームストロング
- ラシッド – エリアス・ザロウ

### スタッフ
- 監督 – デヴィッド・ウィニング、ウィリアム・フェルット（英語版）、トム・マクローリン、ロブ・ヘデン（英語版）、デヴィッド・クローネンバーグ、他
- 製作 – フランク・マンキューソ・ジュニア、ラリー・B・ウィリアムズ
- 音楽 – フレッド・モーリン（英語版）
- 美術 – スティーブ・ロロフ、キャロル・スパイアー
- 特殊メイク – ダレン・パークス
- 特殊効果 – ジョーダン・クレイグ
- 視覚効果 – ジョン・ガジデッキ
- 視覚効果スーパーバイザー – ミーガン・ホープ・ロス
- 衣装デザイン – マキシン・ベイカー

## コンピュータゲーム
1986年5月、Domarkは、『Friday the 13th』をAmstrad CPC, Commodore 64, and ZX Spectrum向けに発売した。
このゲームはプレイヤーが避難場所を探し出し、仲間にそこへ隠れるよう説得する内容であり、ジェイソンはプレイヤーに襲い掛かるまでは、仲間のようにふるまっている。
Domark版『Friday the 13th』の発売から3年後の1989年には、Nintendo Entertainment System用ゲームソフト『Friday the 13th』を開発し、アトラスが北米限定で発売した。
2007年、 Xendexから携帯電話用アプリゲーム『Friday the 13th』の配信が行われた。携帯電話アプリ版では、クリスタルレイクキャンプ場のキャンプ指導員の一人を操作し、仲間を殺す謎の不審者の正体を暴き、キャンプ場から生きて脱出・生存するという内容になっている。
2015年1月、Electronic Gaming Monthly は、『13日の金曜日』を題材にした、多人数向けの非対称型対戦アクションゲーム形式のサバイバルホラーゲームの制作が行われており、2015年10月に発売が仮決定していることを報じた。このゲームは元々IllFonicが Slasher Vol. 1: Summer Campとして開発していたものだが、Gun Mediaが開発を補助した結果、『13日の金曜日』を原作としたゲームとして開発が進められることになった。ゲームの開発資金はクラウドファンディングによって集められ、このうちBackerKitでは16,109人から271,439.20USドルが集まり、 Kickstarterでは28,237 人から1,095,143.40 USドルが集まった 。
2016年1月に開かれたペニーアーケードエキスポでは、 Gun MediaとIllFonic の開発者パネルが出展され、アルファ版のフッテージとジェイソンの殺人アクションが公開された。そして2017年5月26日、このゲームは『Friday the 13th: The Game』として発売された。
また、『モータルコンバットX』のDLCキャラクターとしてジェイソンが登場した。
2024年5月29日、ワーナー・ブラザースの人気キャラクターがクロスオーバーする対戦アクションゲーム『MultiVersus（マルチバーサス）』にプレイアブルキャラクターとしてジェイソンが参加。

## 評価

### 興行成績
「13日の金曜日」は、「ハロウィン」などの他のスラッシャーとは対照的に、専門の批評家からは否定的な評価を受けていた。批評家たちは、このシリーズがプロットやキャラクター開発よりも死体の数を多くすることに重点を置いていることや、各作品が前作とほとんど区別がつかないことを嫌っていた。しかし、この映画は経済的に成功し、パラマウントは興行的に成功したことを条件に、さらに続編を製作した。「13日の金曜日」を、他のアメリカのスラッシャー・フランチャイズの中で興行収入上位の「エルム街の悪夢」、「チャイルド・プレイ」、「ハロウィン」、「サイコ」、「ソウ」、「スクリーム」、「悪魔のいけにえ」と比較し、2018年のインフレーションを調整すると、「13日の金曜日」は約7億5560万ドルで、1位の「ハロウィン」の8億1300万ドルに次いで、アメリカで2番目に興行収入の高いスラッシャー・フランチャイズとなる。3位は「エルム街の悪夢」で5億9,280万ドル。続いて、「ソウ」が4億5740万ドル、「スクリーム」が4億4290万ドル、「サイコ」が3億7630万ドル、「悪魔のいけにえ」が3億460万ドル、そして「チャイルド・プレイ」が約2億300万ドルとなっている。興行的成功はホームメディアにも及び、2005年までに500万枚以上のDVDが販売された。
| 作品                                       | 米国公開日                            | 興行収入       | 興行収入       | 興行収入        | 製作費        | Ref.            |
| 作品                                       | 米国公開日                            | 米国           | その他の地域   | 全世界          | 製作費        | Ref.            |
| ------------------------------------------ | ------------------------------------- | -------------- | -------------- | --------------- | ------------- | --------------- |
| 13日の金曜日                               | 1980年5月9日                          | $39.76 million | $20 million    | $59.75 million  | $550K         | [ 135 ]         |
| 13日の金曜日PART2                          | 1981年5月1日                          | $21.72 million |                | $21.72 million  | $1.25 million | [ 136 ]         |
| 13日の金曜日PART3                          | 1982年8月13日 1983年5月13日（再公開） | $36.69 million |                | $36.69 million  | $2.5 million  | [ 137 ]         |
| 13日の金曜日 完結編                        | 1984年4月13日                         | $32.98 million |                | $32.98 million  | $2.6 million  | [ 138 ]         |
| 新・13日の金曜日                           | 1985年3月22日                         | $21.93 million |                | $21.93 million  | $2.2 million  | [ 139 ]         |
| 13日の金曜日 PART6/ジェイソンは生きていた! | 1986年8月1日                          | $19.47 million |                | $19.47 million  | $3 million    | [ 140 ]         |
| 13日の金曜日 PART7/新しい恐怖              | 1988年5月13日                         | $19.17 million |                | $19.17 million  | $2.8 million  | [ 141 ]         |
| 13日の金曜日 PART8/ジェイソンN.Y.へ        | 1989年7月28日                         | $14.34 million |                | $14.34 million  | $5 million    | [ 142 ]         |
| 13日の金曜日/ジェイソンの命日              | 1993年8月13日                         | $15.94 million |                | $15.94 million  | $3 million    | [ 143 ]         |
| ジェイソンX 13日の金曜日                   | 2002年4月26日                         | $13.12 million | $3.83 million  | $16.96 million  | $14 million   | [ 144 ]         |
| フレディVSジェイソン                       | 2003年8月15日                         | $82.62 million | $34.00 million | $116.6 million  | $30 million   | [ 145 ]         |
| 13日の金曜日                               | 2009年2月13日                         | $65 million    | $27.66 million | $92.67 million  | $19 million   | [ 146 ] [ 147 ] |
| 合計                                       | 合計                                  | $383.3 million | $83.78 million | $468.24 million | $80.9 million |                 |

### 影響
2006年12月、IGNの映画シリーズベスト25に『13日の金曜日』シリーズが7位にランクインした。ランクインの理由について、審査員3名は「スラッシャー映画のはしりは「ハロウィンシリーズ」シリーズだが、『13日の金曜日』は1980年代の映画シリーズの中では最も影響力の大きいシリーズの一つであり、11本の映画、ノベライズ、コミカライズそして様々な収集価値の高いグッズの生産が、伝説的なシリーズである証明となっている」という見解を示した。ABCオンラインの芸術・芸能記者のゲイリー・ケンブルは、『13日の金曜日』シリーズの人気がポップカルチャー全体においても高いことについて触れている。ケンブルは、ジェイソンが第3作で初めて被ったホッケーマスクがポップカルチャーにおいて最も広く認識されているジェイソンのイメージであると述べている。
ケンブルはFridaythe13thfilms.comというウェブサイトの共同設立者であるブレンナ・オブライエンとの会話の中で、なぜ二次創作映画を制作したり、ジェイソンの容姿を模したゴムスーツを作ったり、さらには自らの身体にジェイソンの絵やFriday the 13th の文字を彫り込むほど、シリーズのファン層が熱狂的になったのかについて語り合った。American Cultureの編集者S.T.カーニックは、 National Reviewに寄せた記事の中で、「『13日の金曜日』という映画はスラッシャー映画というジャンルの醸成にかかわっており、批評家がなぜこのシリーズが大きな影響を持っているのかを残念に思うところがないのと同じ理由である」と述べている。カーニックは、「『13日の金曜日』の制作者は『ハロウィン』のように頭の切れる映画を作ろうとしたのではなく、『ハロウィン』のスタイルを体系化し、他の映画製作者が真似しやすいように『ハロウィン』に必要不可欠な要素を要約した。」と述べた。カーニックは記事の中で、「『13日の金曜日』は、キャラクターのバックストーリーをあえて観客に与えないようにすることにより、観客がキャラクターの死に気付いても奇妙なまでに心を動かされないという状況を作り出し、ホラー映画というジャンルを変えてしまった」と述べている。実際のところ『13日の金曜日』は殺人鬼の経歴と動機に焦点が当てられており、直接関係する者への復讐だけでなく、無関係の者まで殺そうとするという点についてカーニックは、『エルム街の悪夢』『チャイルド・プレイ』『スクリーム』『ラストサマー』および『ハロウィン』の続編群にも通ずるとしており、「これらの映画のストーリーは犯罪率の増加や社会的混乱の深刻化の恐怖にふれており、観客は心配事から離され、笑い飛ばすことにより暴力の恐怖を克服できる方法を与えられる形となる」と述べている。カーニックは、現代の批評家たちが、なぜこの作品が観客を魅了したかということを理解できなかったがゆえに、この作品に「（観客が暴力に慣れてしまうという点において）『無責任』で、（性に対して奔放な10代の若者が殺されるという点において）『禁欲的な』な作品」というレッテルを貼ってしまったと考えている。カーニックはジョン・カーペンターの言葉を引用し、「10代の若者たちは、性的な行為に対する罰としてすぐに殺されてしまうのではなく、単純に殺人鬼の存在を気にしすぎているがためにすぐに殺されてしまう」と拡大解釈している。ロジャー・イーバートが「『13日の金曜日 PART2』が上映されたとき、犠牲者に対してかわいそうだと思う観客が一人もおらず、人が死ぬシーンで盛り上がる」と書いたことを引き合いにだし、カーニックはイーバートらの批評が『13日の金曜日』を観た人が情もなく人を殺したくなると思わせているとし、批評家たちがいかに『13日の金曜日』を誤解しているかについて述べた。カーニックは、『13日の金曜日』シリーズは禁欲的な作品ではなく、観客が登場人物に対して関心や同情を抱かない作品であると締めくくった。